# ブラバム
ブラバム・モーターレーシング（英: Brabham Motor Racing Developments Ltd.、別名: Brabham Racing Organisation）は、1962年から1992年まで存在したレーシングチーム・コンストラクターである。F1を中心に活動し、フェラーリやロータス同様に名門チームのひとつに数えられていた。
マシンのシャーシ名に付けられていたBTは、ジャック・ブラバム (Jack Brabham) と共同創設者ロン・トーラナック (Ron Tauranac) の頭文字から取られたものである。

## 歴史

### 設立
1959年・1960年のF1チャンピオンに輝いたジャック・ブラバムがクーパーから独立。同郷のマネージャー兼マシンデザイナー、ロン・トーラナックとともに、1962年にモーターレーシング・ディベロップメント（Motor Racing Development Ltd.）を設立し、競技用スポーツカーやフォーミュラカーの製造・販売を始めた。当初はマシンに社名を略した"MRD"と付けたが、すぐに"ブラバム"を用いるようになった。

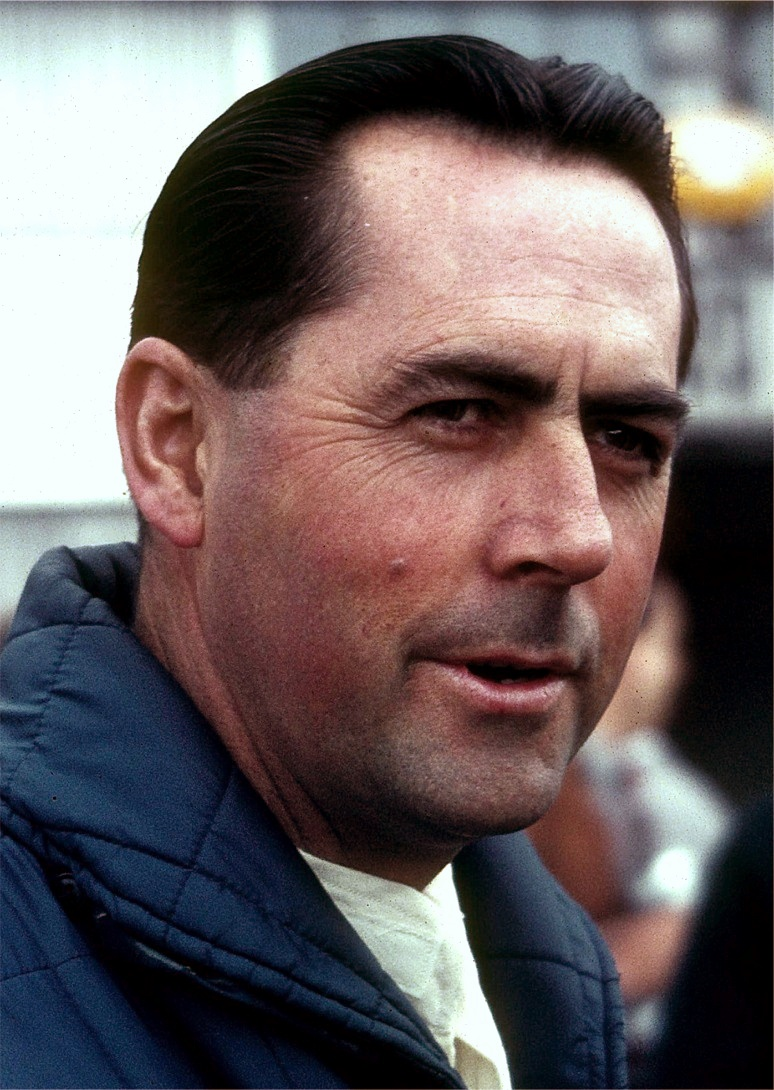
創設者ジャック・ブラバム

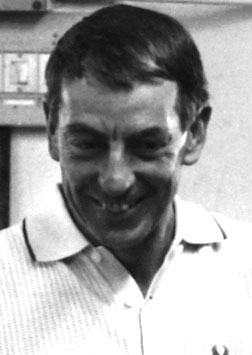
共同創設者ロン・トーラナック

F1には1962年開幕戦オランダGPよりブラバム・レーシング・オーガニゼーション（Brabham Racing Organization）として参戦。当初はロータスの量販マシンで出走し、ドイツGPから自製のBT3を投入した。参戦3年目の1964年、フランスGPにおいて、ダン・ガーニーがチームに初優勝をもたらした。

### 第1次黄金期
1966年はレギュレーションの変更により、エンジン排気量の制限が1.5リッターから3リッターになる。多くのチームが苦戦する中、ブラバムは信頼性の高いレプコエンジンを選択したことが的中。ジャック・ブラバムが4勝を挙げ、自身3度目のチャンピオンに輝く。これはF1史上、自身の設立したチームでドライバーズチャンピオンを獲得した唯一の例である。翌1967年、今度はチームメイトのデニス・ハルムがチャンピオンに輝く。どちらの年もコンストラクターズタイトルを獲得しており、2年連続の2冠を達成することとなった。1969年には市販化されたフォード・コスワース・DFVエンジンにスイッチし、ジャッキー・イクスの活躍でコンストラクターズ2位となった。

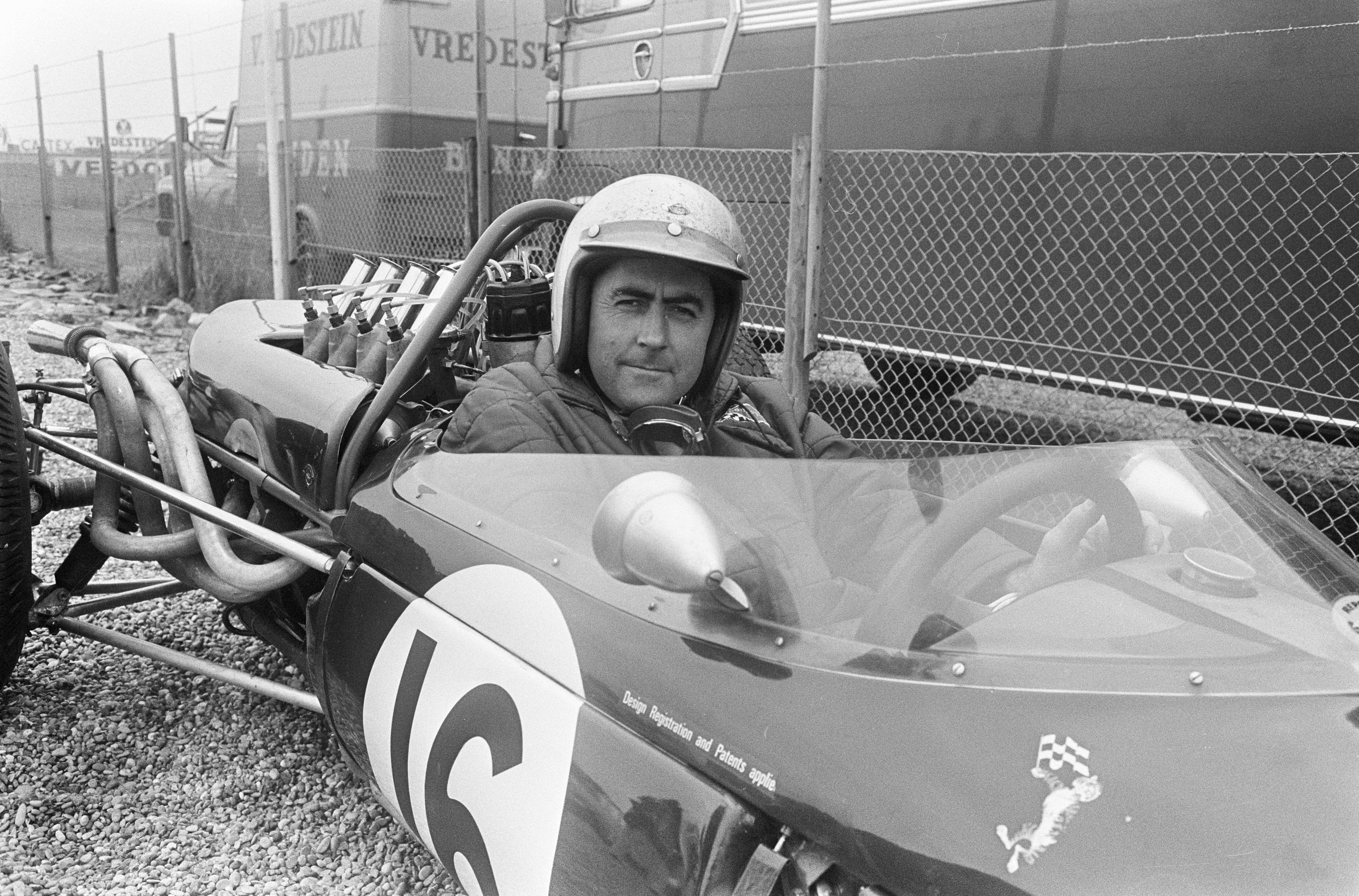
1966年シーズンの王者ジャック・ブラバムと4連勝したF1マシン BT19

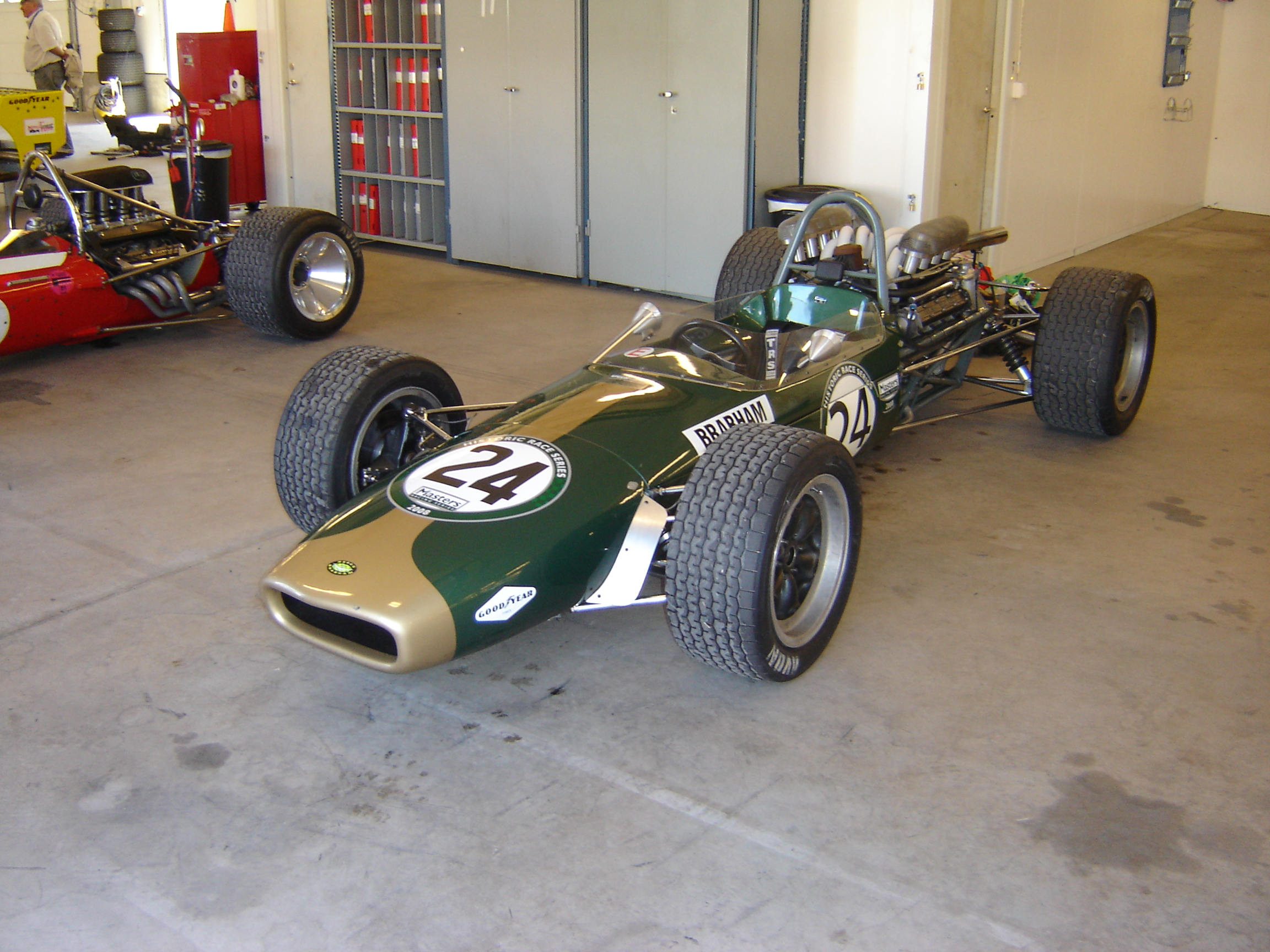
1967年シーズン連覇したF1マシン BT24

また、この時期ブラバムはF1以外のカテゴリーでも活躍していた。当時F1と掛け持ちで参戦するドライバーが多数を占めたF2においても、1966年にホンダエンジンを搭載したマシンで、ジャック・ブラバム、デニス・ハルムの2人の手により開幕11連勝を達成。最終戦ではジャック・ブラバムが2位となり惜しくもシーズン全勝は逃すものの、圧倒的な強さを見せた。ただし最終戦では、ジャック・ブラバムは理由も示さずに予選を欠場したため規定により最後尾スタートとなっており、このため「業界内での余計な軋轢を避けるためにわざと勝たなかった」と語られることがある。
ブラバムのシャーシは日本にも輸出され、創成期の国内4輪レース界に影響を与えた。国産初のプロトタイプレーシングカーである日産・R380はBT8Aを参考に開発された。また、鈴鹿サーキットが大量購入したブラバム製フォーミュラマシンがプライベーターに放出され、日本のフォーミュラレース振興に貢献している。

### 新体制

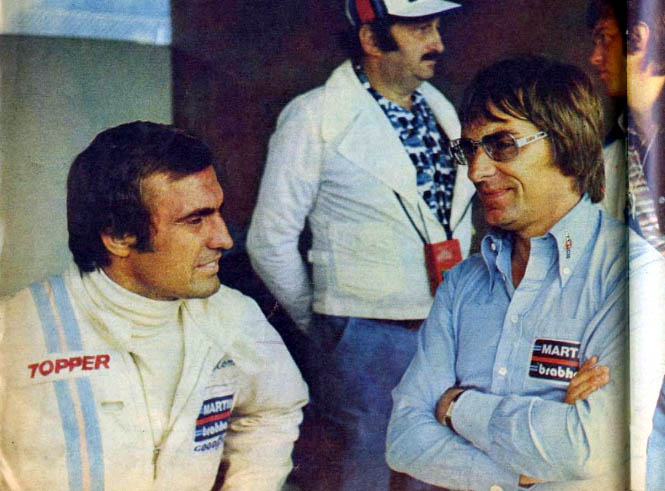
ドライバー カルロス・ロイテマン(左)と会話中の、二代目オーナー バーニー・エクレストン(右)（1975年）

ジャック・ブラバムは1970年に引退し、トーラナックにチームを任せ帰国するが、ヨッヘン・リントのマネージャーだった実業家バーニー・エクレストンがチームを買収し、1972年より新オーナーとなる（トーラナックはその後ラルトを設立する）。翌1973年からチーフデザイナーとなったゴードン・マレーの個性的なマシンが徐々に戦闘力を発揮し、1975年にはカルロス・ロイテマンとカルロス・パーチェの南米コンビで、フェラーリに次ぐコンストラクターズ2位に浮上した（ロイテマンは1972年にデビュー戦の地元アルゼンチンGPでポールポジションを獲得している）。

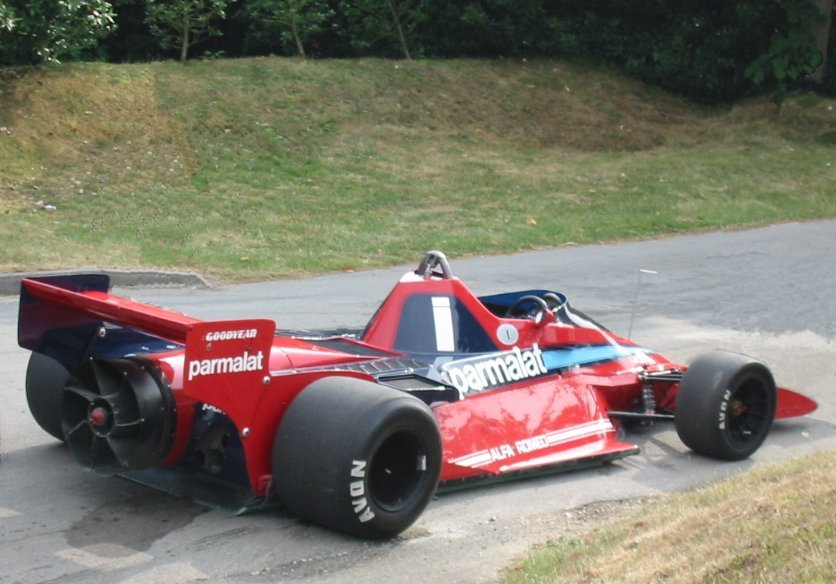
異色のファン・カー BT46B（1978年）

エクレストン体制では量販モデルの製造を止め、F1のみに活動を絞った。また、マルティニやパルマラットの支援、アルファロメオエンジンの獲得など、イタリアカラーが混じるようになった。しかし、1976年からスイッチしたアルファロメオエンジンの過大な燃料消費等に悩まされ、成績はしばし低迷する。1978年には表面冷却構造（レーサー的な航空機において既存のシステム）のマシンに興味を示した前年度のチャンピオンニキ・ラウダを迎え、ファン・カーとして知られるBT46Bで勝利を挙げたものの、1戦のみで使用禁止となった。

### 第2次黄金期

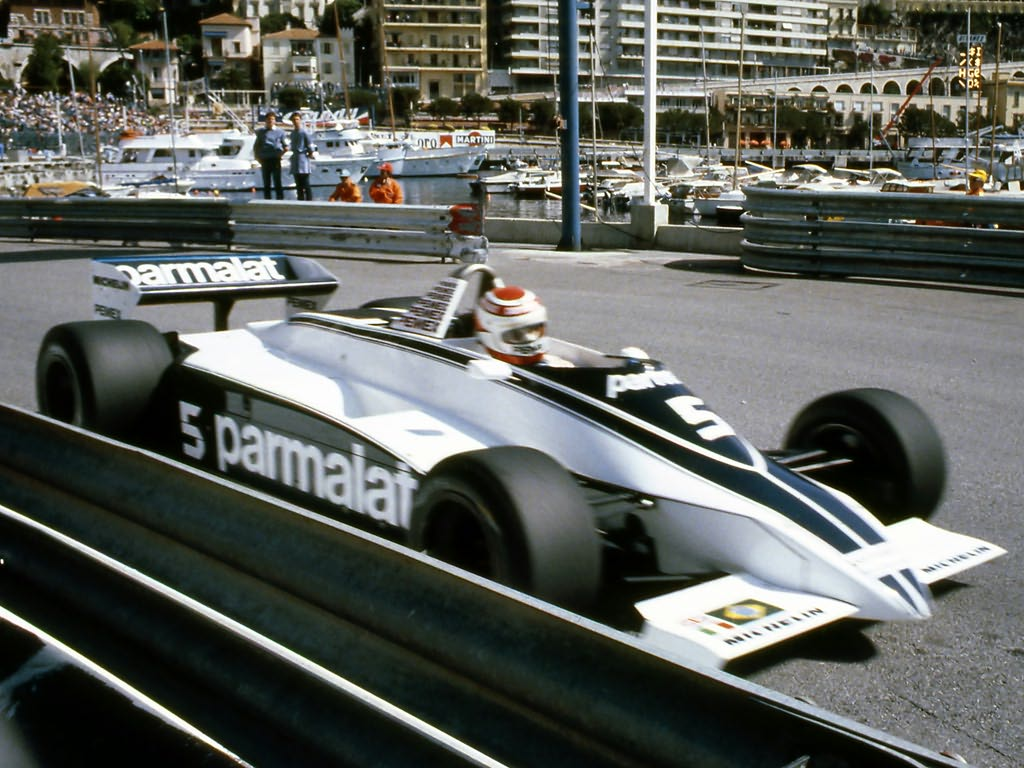
14年ぶりにドライバーズタイトルを獲得したネルソン・ピケが乗るBT49C（1981年）

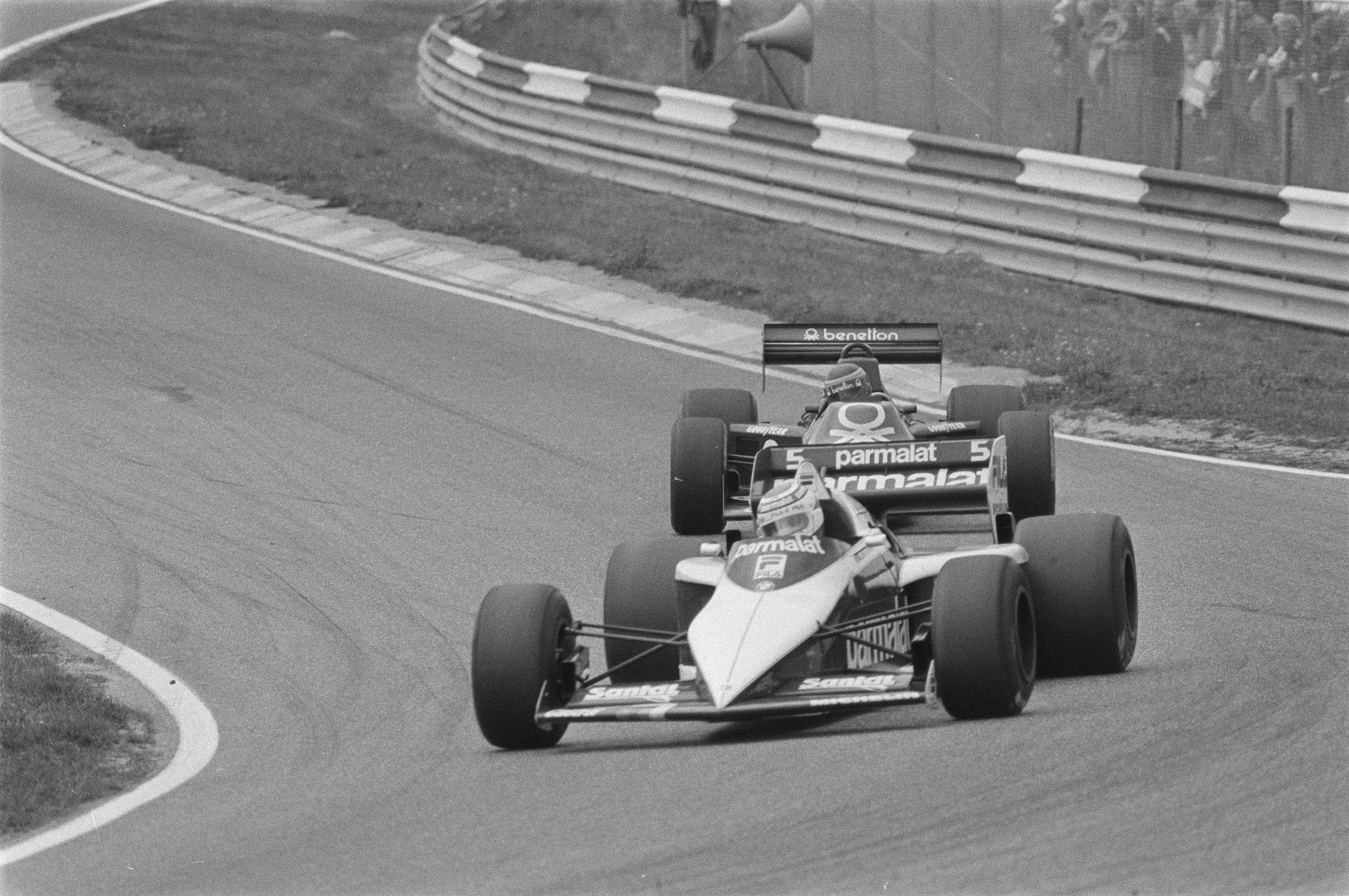
2度目のドライバーズタイトルを獲得したネルソン・ピケが乗るBT52B（1983年）

1979年、シーズン終盤にラウダが引退したことを受け、新加入のネルソン・ピケがエースに昇格する。またエンジンもアルファロメオを諦め、DFVに戻った。ピケは翌1980年のアメリカ西GPで初優勝を挙げると一気に才能を開花させ、ウィリアムズとチャンピオン争いを繰り広げた。この年はランキング2位に終わったが、翌1981年は新技術ハイドロニューマチック・サスペンションを搭載したグラウンド・エフェクト・カー BT49Cを駆り、ウィリアムズのカルロス・ロイテマンを破って初のドライバーズチャンピオンに輝いた。
1982年からは、BMWのターボエンジンの供給を受ける。この年は初期不良に苦しんだが、レース中に燃料給油・タイヤ交換を行うピット作戦をF1に持ち込んだ。1983年にはアロウシェイプを纏ったBT52をドライブしたピケがアラン・プロストを下して再びチャンピオンとなり、ブラバムで2度王座に着いた唯一のドライバーとなった。

### 再び低迷

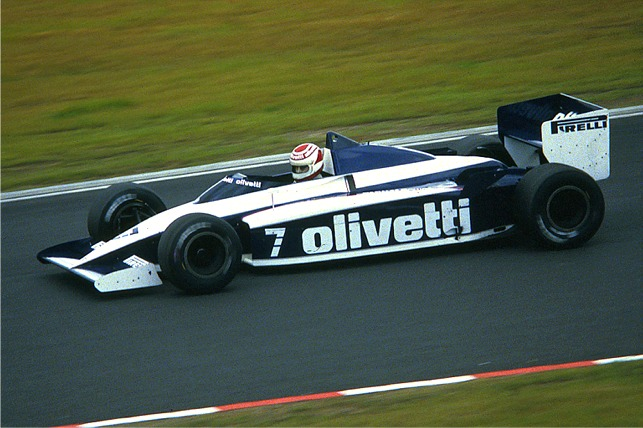
1985年フランスGPが最後のチーム優勝となったBT54

その後は熾烈なターボ開発競争の中、予選こそ好走するものの、レースでは勝利に届かない状況となる。1986年には挽回を期し、BMWエンジンを傾けて搭載することで空力の向上を狙ったBT55を投入したが、当時としては革新的過ぎるコンセプトゆえにマシンの熟成に苦しみ、最高位6位2回に終わった。シーズン中盤にはピケの後任でもあるエリオ・デ・アンジェリスがポール・リカールでのテスト中に事故死し、悲劇のマシンになってしまった。
その後、エクレストンはF1製造者協会（FOCA）会長職に専念し、マレーの離脱でチームは弱体化する。1987年はリカルド・パトレーゼとアンドレア・デ・チェザリスの活躍もあり2度の表彰台獲得を含め3度入賞するなどまずまずの成績を収めたものの、1988年は資金難で1年間活動を休止。エクレストンは新しいプロカー選手権を立ち上げるためチームをアルファロメオに売却した。しかし、プロカー・シリーズの立ち上げは頓挫し、チームは新オーナーに名乗り出たスイス人の投資家・ヨアヒム・ルーティの手に渡った。
1989年はメインスポンサーが付かないままF1に復帰。セルジオ・リンランドの手によるニューカーBT58は、昨1988年にリジェが使用した中古のジャッドV8エンジンを搭載するものの、堅実なシャシー設計によって予備予選組ながらモナコGPでステファノ・モデナが3位表彰台を獲得し、シーズン後半からは予備予選組から脱出。マーティン・ブランドルもモナコGP、イタリアGP、日本GPでそれぞれ5位に1回、6位に2回入賞した。しかし、オーナーのルーティーが120億円を横領した容疑で逮捕され、資金を失ったチームは存続の危機に陥る。
1990年3月5日、日本人実業家の中内康児が率いるミドルブリッジ・グループがルーティから全株式を買収し、ミドルブリッジがジェイクラフトと提携してチーム運営にあたった。中内はリライアント・シミターGTの生産やクラシックカー収集などで知られ、ミドルブリッジは国際F3000選手権に参戦していた。レイトンハウス、フットワーク、ラルースに続く日本人オーナーチームとなったが、中内は「我々は3年前からイギリスに現地法人を作ってレースに参戦し、現地の銀行から融資を受けてF1チームを買収したという事で、ジャパン・マネーの進出ではありません」と述べた。
中内オーナーになって以後は伊太利屋、カルビー、オートバックス、住友海上火災、三越、マドラス、山善など日本企業のスポンサーを獲得。ドライバーとして創始者の三男デビッド・ブラバムがF1デビューしたが成績は振るわず、モデナが開幕戦アメリカGPで獲得した5位入賞・2ポイント獲得にとどまった。
1991年にはヤマハ・OX99エンジンを獲得したが、前半は予選落ちを喫した。しかし第3戦からニューマシンBT60Yが投入され、後半になるにつれ性能が上がり、最終的には新人マーク・ブランデルがベルギーGPで6位1ポイント、2年ぶり復帰のブランドルが日本GPで5位2ポイントと計3ポイント獲得。ヤマハとブラバムは良好な関係を築いていたため、一時はヤマハがブラバムをチームごと買い取る話も浮上するが、オーナーの中内が難色を示し、ブラバムとヤマハの関係は1年で解消となった。また、バブル景気の崩壊と、後述の中谷明彦のF1参戦白紙化が影響し、このシーズン限りで多くの日本企業のスポンサーが撤退した。

### 消滅
1992年には当時全日本F3000選手権で活躍していた中谷明彦の起用を発表したものの、中谷に対し国際自動車連盟（FIA）がスーパーライセンスの発給を認めなかったため、代役にジョバンナ・アマティを起用した。F1史上5人目の女性ドライバーの参戦とあって話題にはなったが、アマティは参戦した3戦全てで予選不通過に終わり、また契約不履行（指定された期日に資金を入金しなかった）で解雇となった。

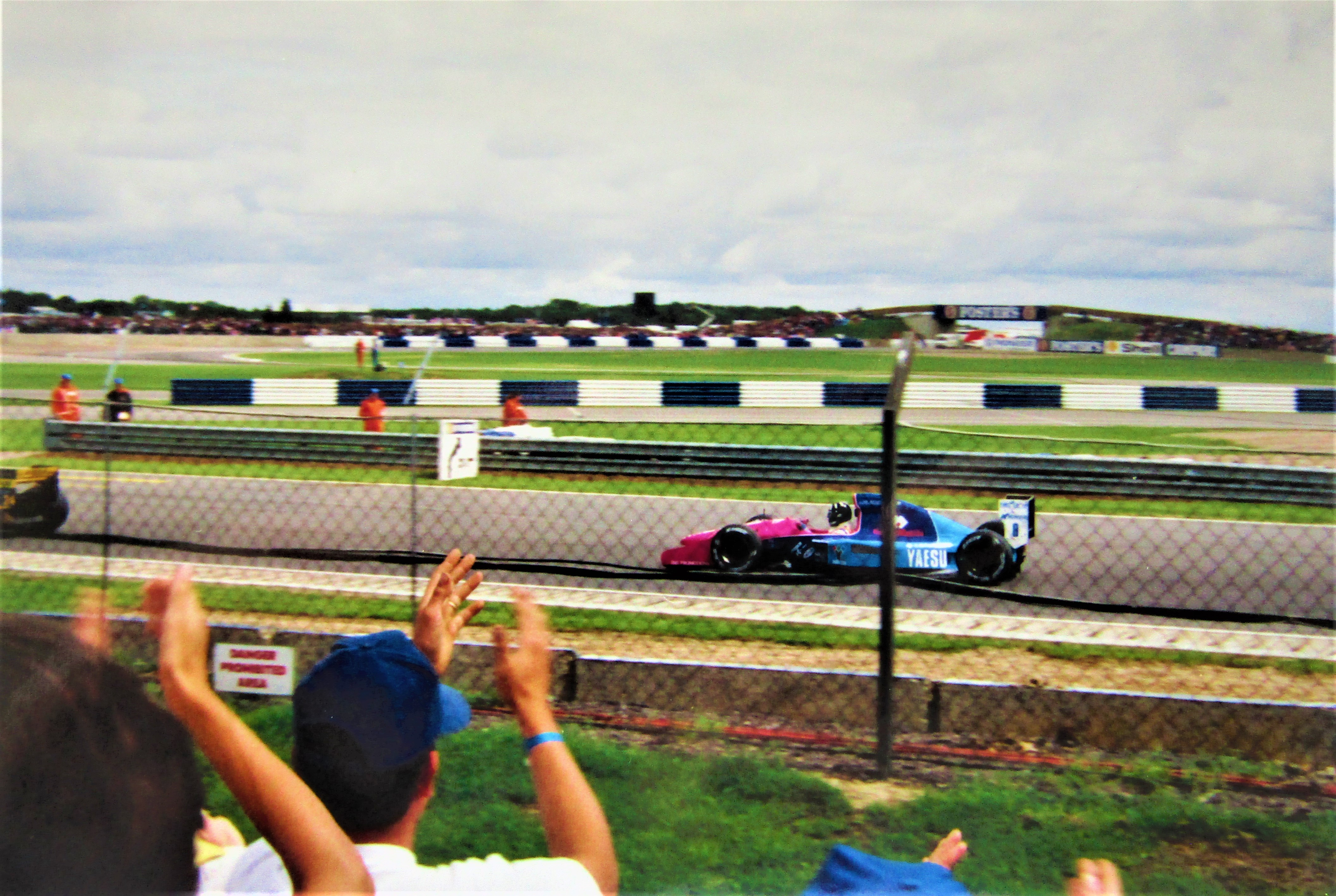
F1参戦最終年 デイモン・ヒルが乗るBT60B（1992年）

その後はアマティの後釜として加入したデーモン・ヒルの名前繋がりで、デーモン小暮率いる聖飢魔IIがスポンサーに付くなど、なりふり構わぬ姿勢で参戦を継続した。しかし、日本のバブル景気の終えんで資金難に陥り、ミドルブリッジレーシングの資金も枯渇し、いよいよ深刻となった資金難に伴い、第10戦ドイツGP終了後にエリック・ヴァン・デ・ポールの契約を解除して1台体制とし、第11戦ハンガリーGPはヒルのみで参戦したが、これがブラバムのF1最後の出走となった。別のオーナーによる1993年の復帰を企図するも叶わず、結局そのままチームは消滅した。

### その後
ブラバムの名はしばらくF1から遠ざかっていたが、2009年に再び聞かれることとなった。翌年の参戦可能台数が一挙に6台、3チーム分増加したため、その枠を狙い新チームとなるべく申請した15の候補のひとつが「ブラバム・グランプリ」だった。しかし申請したのはドイツのツール設計・製造会社フォームテックで、2008年撤退のスーパーアグリF1チームの固定資産を買収していた。チーム代表はフランツ・ヒルマー。つまり1992年まで参戦していたブラバムとの関係はない。FIAによる審査の結果、参戦が認められることはなく、プロジェクトは終わった。
ウェストロンドンのチェシントンにあるブラバムの旧ファクトリーは、2007年よりイギリスF3選手権の名門カーリン・モータースポーツが使用している。

### 復活
2013年、創設者ジャック・ブラバムの三男であるデビッドがブラバムの名称を使用する権利を獲得。「プロジェクト・ブラバム」と名付けられた復活プロジェクトとして、2015年から世界耐久選手権（WEC）のLMP2クラス、2018年からはコンストラクターとしてLMP1クラスへの参戦を目標とすることを発表したが実現はできなかった。しかし、プロジェクト・ブラバムはブラバム・レーシングを経て「ブラバム・グループ」へと発展していき、2022年現在は後述の自動車メーカー事業や、歴史顕彰事業などを統括する企業となっている。

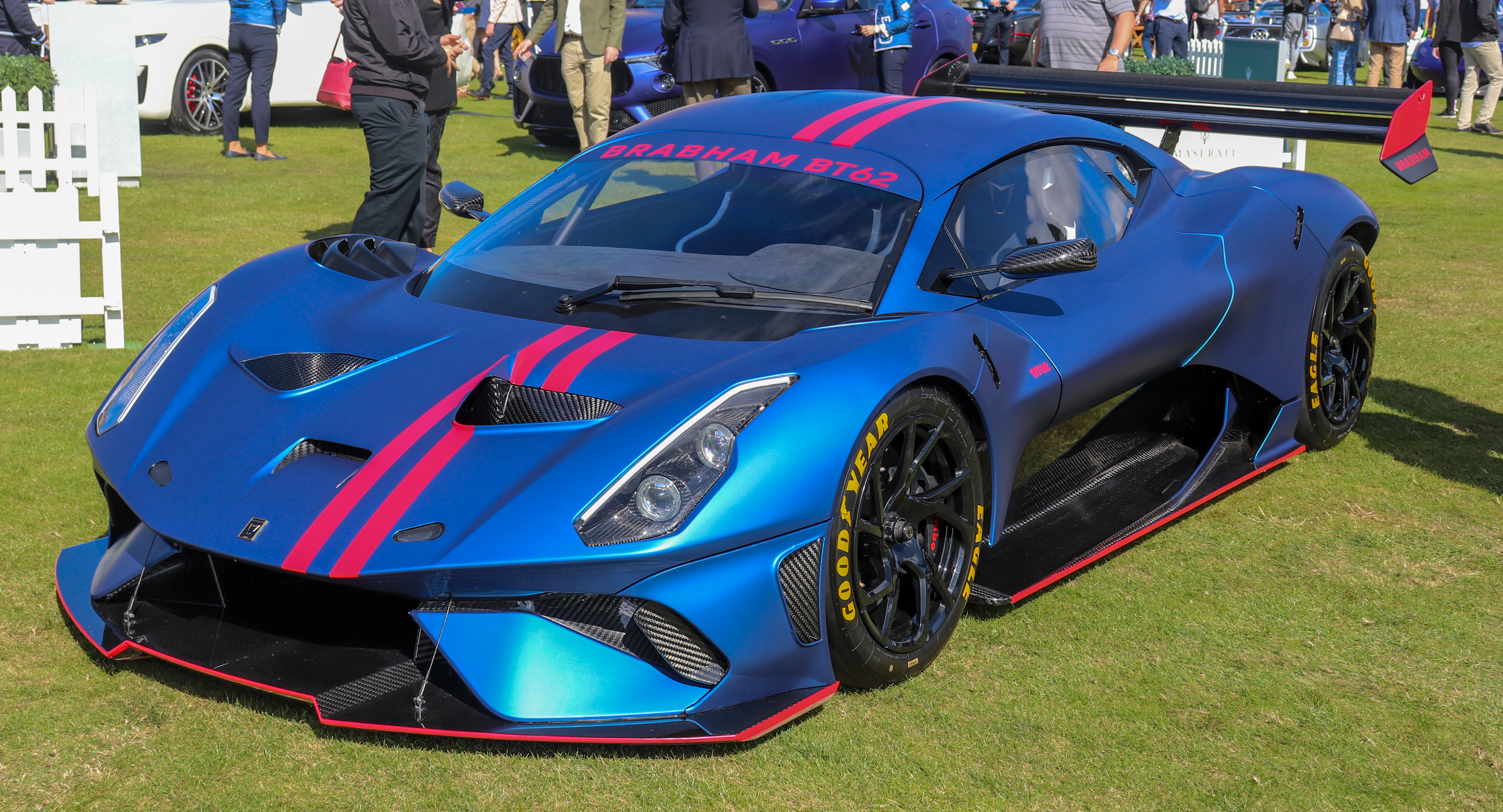
ブラバム・ブランドのハイパーカー BT62（2018年）

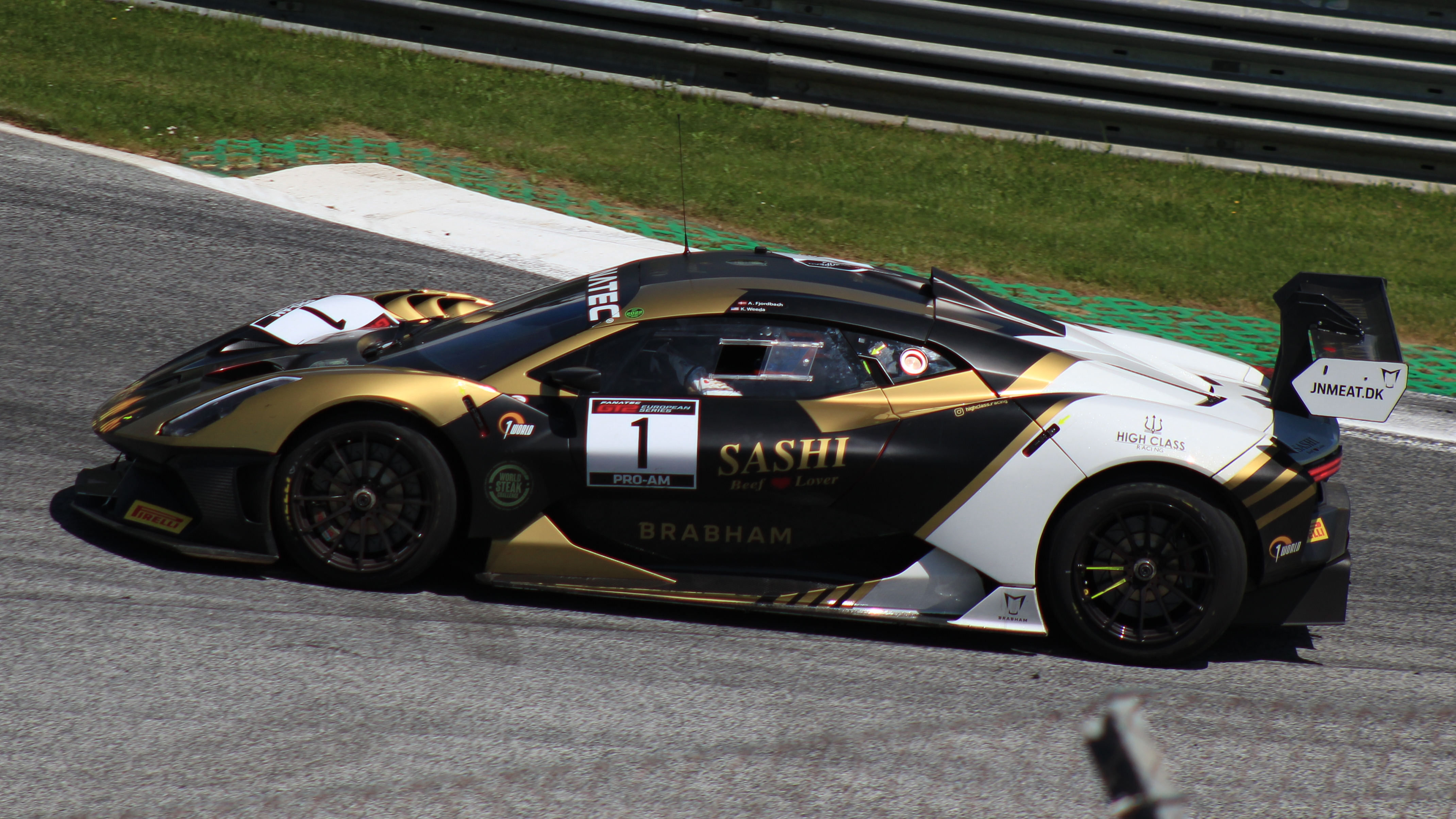
欧州GT2選手権に参戦したBT63・GT2コンセプト（2022年）

デビッドはブラバム創立70周年に当たる2018年に、スーパーカーのビルダーであるブラバム・オートモーティブをオーストラリアで設立し、同年にサーキット走行専用車であるブラバム・BT62を70台限定で製造販売した。2019年1月、オーストラリアで開催されているバサースト12時間耐久レースの会場にハイパーカーBT62が持ち込まれ、デモ走行が行われた。その後、レース専用車のブラバム・BT62Rが2020年英国耐久選手権に参戦、2021年からはBT62をGT2 ヨーロピアン・シリーズのSRO GT2規定向けにデチューンしたモデルに新たにブラバム・BT63・GT2コンセプトの名称を与え、ハイクラス・レーシングにより実戦投入が行われている。

## シンボルマーク
バーニー・エクレストン時代のブラバムのシンボルマーク「ヒッシング・シド (Hissing Sid ) 」は、頭が「ライオン」・胴が「コブラ」・尾が「サソリ」という架空の怪物だった。1981年のシーズンオフにエクレストンとマネージャーのハービー・ブラッシュ、デザイナーのゴードン・マーレーらがロンドンの行きつけのパブで、「何かインパクトのあるシンボルマークをマシンに着けよう」と話し合い、このマークが生まれた。
名前の「ヒッシング・シド」は当時シルバーストン・サーキットにいた口うるさい (=Hissing) 有名なコースマーシャルの「シド」という人物から付いたとも言われている。

## 変遷表(F1)
| 年     | エントリー名                                                            | 車体型番                   | タイヤ | エンジン                              | 燃料・オイル | ドライバー | ランキング | 優勝数 |
| ------ | ----------------------------------------------------------------------- | -------------------------- | ------ | ------------------------------------- | ------------ | --- | ---------- | ------ |
| 1962年 | ブラバム・レーシング・オーガニゼーション                                | ロータス・24 ブラバム・BT3 | D      | コヴェントリー・クライマックス        |              | ジャック・ブラバム                                                                                                   | 7          |        |
| 1963年 | ブラバム・レーシング・オーガニゼーション                                | BT3 BT7 ロータス・25       | D      | コヴェントリー・クライマックス        |              | ジャック・ブラバム ダン・ガーニー                                                                                    | 3          |        |
| 1964年 | ブラバム・レーシング・オーガニゼーション                                | BT7 BT11                   | D      | コヴェントリー・クライマックス        |              | ジャック・ブラバム ダン・ガーニー                                                                                    | 4          | 2      |
| 1965年 | ブラバム・レーシング・オーガニゼーション                                | BT7 BT11                   | D G    | コヴェントリー・クライマックス        |              | ジャック・ブラバム ダン・ガーニー デニス・ハルム ジャンカルロ・バゲッティ                                            | 3          |        |
| 1966年 | ブラバム・レーシング・オーガニゼーション                                | BT19 BT20 BT22             | G      | レプコ コヴェントリー・クライマックス |              | ジャック・ブラバム デニス・ハルム クリス・アーウィン                                                                 | 1          | 4      |
| 1967年 | ブラバム・レーシング・オーガニゼーション                                | BT19 BT20 BT24             | G      | レプコ                                |              | ジャック・ブラバム デニス・ハルム                                                                                    | 1          | 4      |
| 1968年 | ブラバム・レーシング・オーガニゼーション                                | BT24 BT26                  | G      | レプコ                                |              | ジャック・ブラバム ヨッヘン・リント ダン・ガーニー                                                                   | 8          |        |
| 1969年 | モーターレーシング・ディベロップメンツ Ltd.                             | BT26 BT26A                 | G      | フォードDFV                           |              | ジャック・ブラバム ジャッキー・イクス                                                                                | 2          | 2      |
| 1970年 | モーターレーシング・ディベロップメンツ Ltd.                             | BT33                       | G      | フォードDFV                           |              | ジャック・ブラバム ロルフ・シュトメレン                                                                              | 4          | 1      |
| 1971年 | モーターレーシング・ディベロップメンツ Ltd.                             | BT33 BT34                  | G      | フォードDFV                           |              | グラハム・ヒル ティム・シェンケン デイブ・チャールトン                                                               | 9          |        |
| 1972年 | モーターレーシング・ディベロップメンツ Ltd.                             | BT33 BT34 BT37             | G      | フォードDFV                           |              | グラハム・ヒル カルロス・ロイテマン ウィルソン・フィッティパルディ                                                   | 9          |        |
| 1973年 | モーターレーシング・ディベロップメンツ Ltd. Ceramica Pagnossin Team MRD | BT37 BT42                  | G      | フォードDFV                           |              | カルロス・ロイテマン ジョン・ワトソン ウィルソン・フィッティパルディ アンドレア・デ・アダミッチ ロルフ・シュトメレン | 4          |        |
| 1974年 | モーターレーシング・ディベロップメンツ Ltd.                             | BT42 BT44                  | G      | フォードDFV                           |              | カルロス・ロイテマン ホセ・カルロス・パーチェ リッキー・フォン・オペル リチャード・ロバーツ テディ・ピレット         | 5          | 3      |
| 1975年 | マルティニ・レーシング                                                  | BT44B                      | G      | フォードDFV                           |              | カルロス・ロイテマン ホセ・カルロス・パーチェ                                                                        | 2          | 2      |
| 1976年 | マルティニ・レーシング                                                  | BT45                       | G      | アルファロメオ                        |              | カルロス・ロイテマン ホセ・カルロス・パーチェ ロルフ・シュトメレン ラリー・パーキンス                                | 9          |        |
| 1977年 | マルティニ・レーシング                                                  | BT45 BT45B                 | G      | アルファロメオ                        |              | ジョン・ワトソン ハンス＝ヨアヒム・スタック ホセ・カルロス・パーチェ ジョルジョ・フランチア                          | 5          |        |
| 1978年 | パルマラット・レーシングチーム                                          | BT45C BT46 BT46B           | G      | アルファロメオ                        |              | ニキ・ラウダ ネルソン・ピケ ジョン・ワトソン                                                                         | 3          | 2      |
| 1979年 | パルマラット・レーシングチーム                                          | BT46 BT48 BT49             | G      | アルファロメオ フォードDFV            |              | ニキ・ラウダ ネルソン・ピケ リカルド・ズニーノ                                                                       | 8          |        |
| 1980年 | パルマラット・レーシングチーム                                          | BT49                       | G      | フォードDFV                           |              | ネルソン・ピケ リカルド・ズニーノ ヘクトール・レバーク                                                               | 3          | 3      |
| 1981年 | パルマラット・レーシングチーム                                          | BT49C                      | M G    | フォードDFV                           |              | ネルソン・ピケ リカルド・ズニーノ ヘクトール・レバーク                                                               | 2          | 3      |
| 1982年 | パルマラット・レーシングチーム                                          | BT49D BT50                 | G      | フォードDFV BMW M12/13                |              | ネルソン・ピケ リカルド・パトレーゼ                                                                                  | 5          | 2      |
| 1983年 | フィラ・スポーツ                                                        | BT52 BT52B                 | M      | BMW M12/13                            |              | ネルソン・ピケ リカルド・パトレーゼ                                                                                  | 3          | 4      |
| 1984年 | MRD インターナショナル                                                  | BT53                       | M      | BMW M12/13                            |              | ネルソン・ピケ テオ・ファビ コラード・ファビ マンフレート・ヴィンケルホック                                          | 4          | 2      |
| 1985年 | モーターレーシング・ディベロップメンツ Ltd.                             | BT54                       | P      | BMW M12/13                            |              | ネルソン・ピケ マルク・スレール フランソワ・エスノー                                                                 | 5          | 1      |
| 1986年 | モーターレーシング・ディベロップメンツ Ltd.                             | BT54 BT55                  | P      | BMW M12/13/1                          |              | リカルド・パトレーゼ エリオ・デ・アンジェリス デレック・ワーウィック                                                 | 9          |        |
| 1987年 | モーターレーシング・ディベロップメンツ Ltd.                             | BT56                       | G      | BMW M12/13/1                          |              | リカルド・パトレーゼ アンドレア・デ・チェザリス ステファノ・モデナ                                                   | 8          |        |
| 1989年 | モーターレーシング・ディベロップメンツ Ltd.                             | BT58                       | P      | ジャッド                              |              | ステファノ・モデナ マーティン・ブランドル                                                                            | 9          |        |
| 1990年 | モーターレーシング・ディベロップメンツ Ltd.                             | BT58 BT59                  | P      | ジャッド                              |              | ステファノ・モデナ デビッド・ブラバム グレガー・フォイテク                                                           | 10         |        |
| 1991年 | モーターレーシング・ディベロップメンツ Ltd.                             | BT59Y BT60Y                | P      | ヤマハ                                |              | マーティン・ブランドル マーク・ブランデル                                                                            | 9          |        |
| 1992年 | モーターレーシング・ディベロップメンツ Ltd.                             | BT60B                      | G      | ジャッド                              |              | エリック・ヴァン・デ・ポール ジョバンナ・アマティ デイモン・ヒル                                                     | NC         |        |

## ブラバムでワールドチャンピオンを獲得したドライバー
- ジャック・ブラバム（1966年）
- デニス・ハルム（1967年）
- ネルソン・ピケ（1981年、1983年）

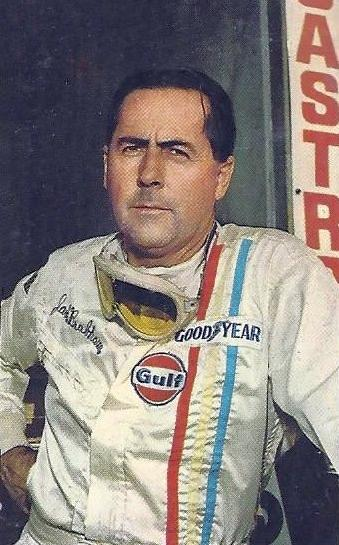
ジャック・ブラバム
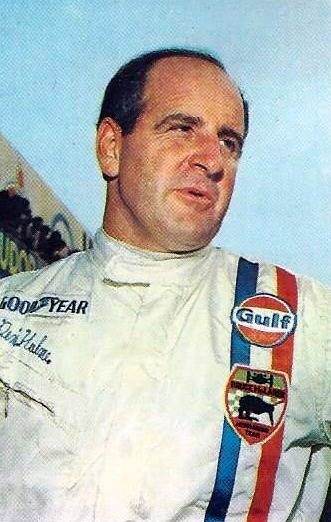
デニス・ハルム
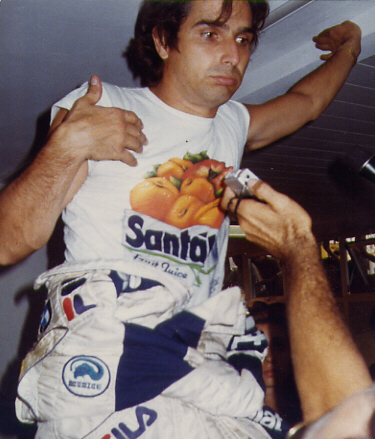
ネルソン・ピケ

## ギャラリー

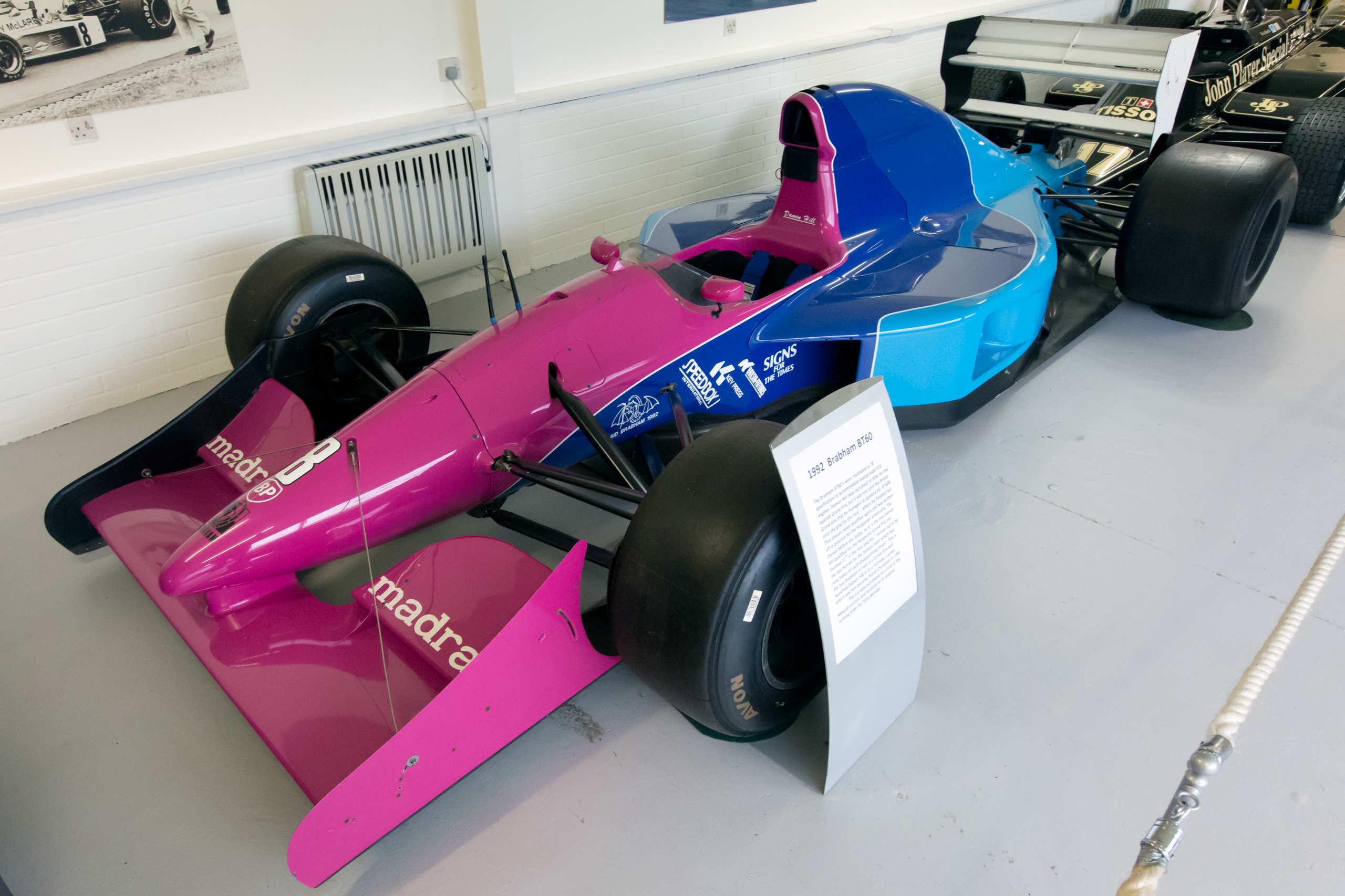
BT60B ジャッド

- 葉巻型（1962年 - 1969年、1972年 - 1973年）

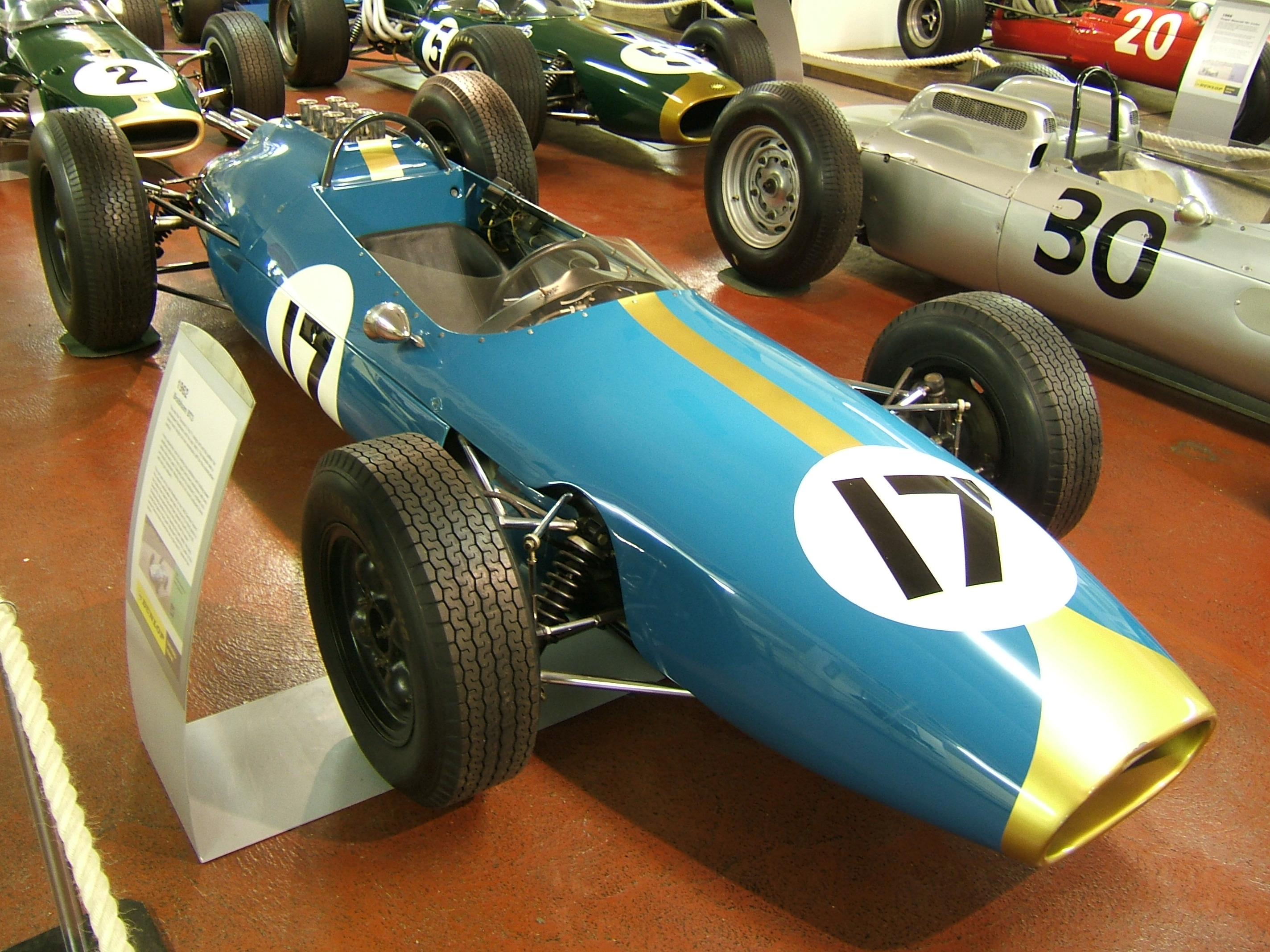
BT3 クライマックス
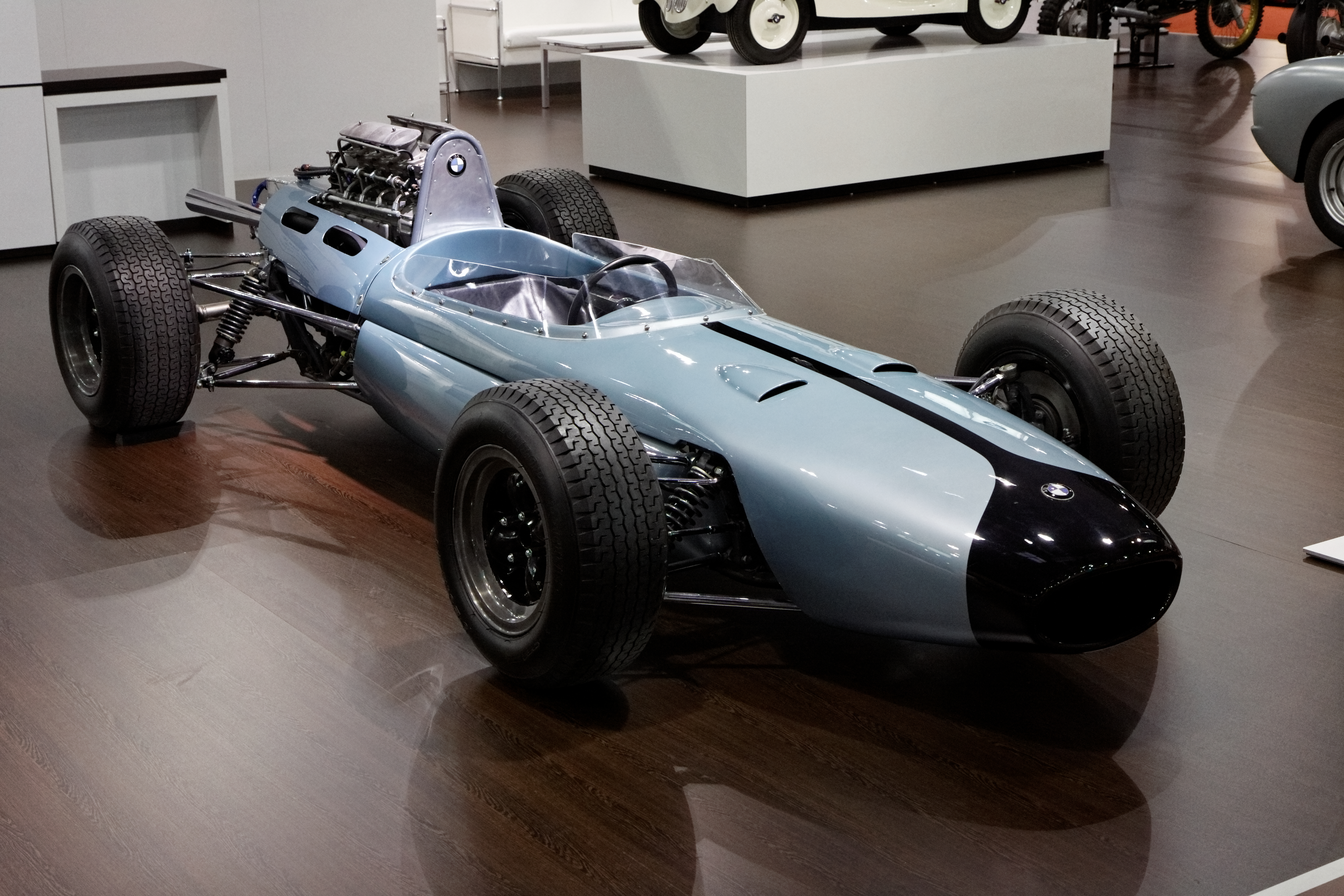
BT7 クライマックス
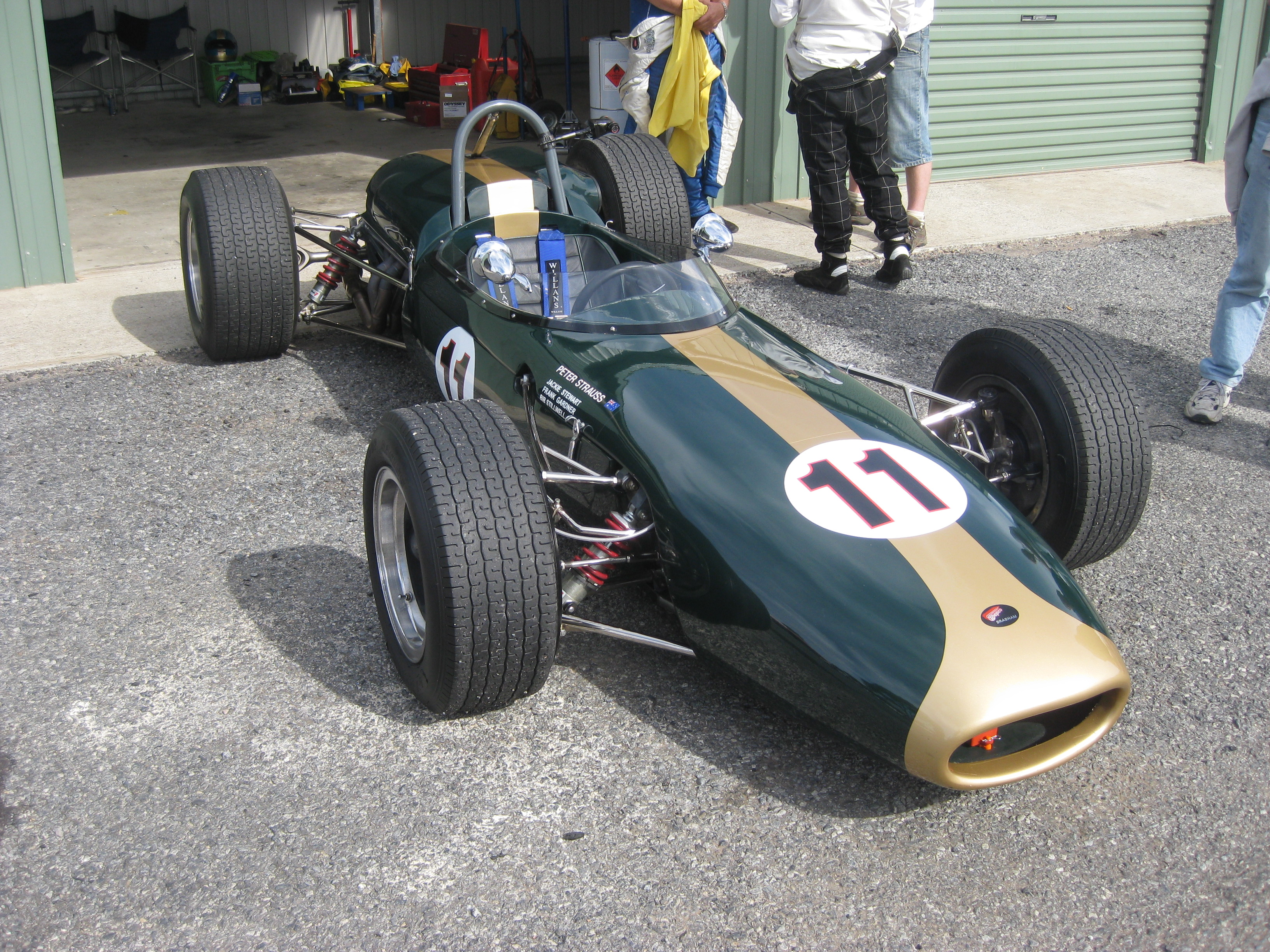
BT11 クライマックス
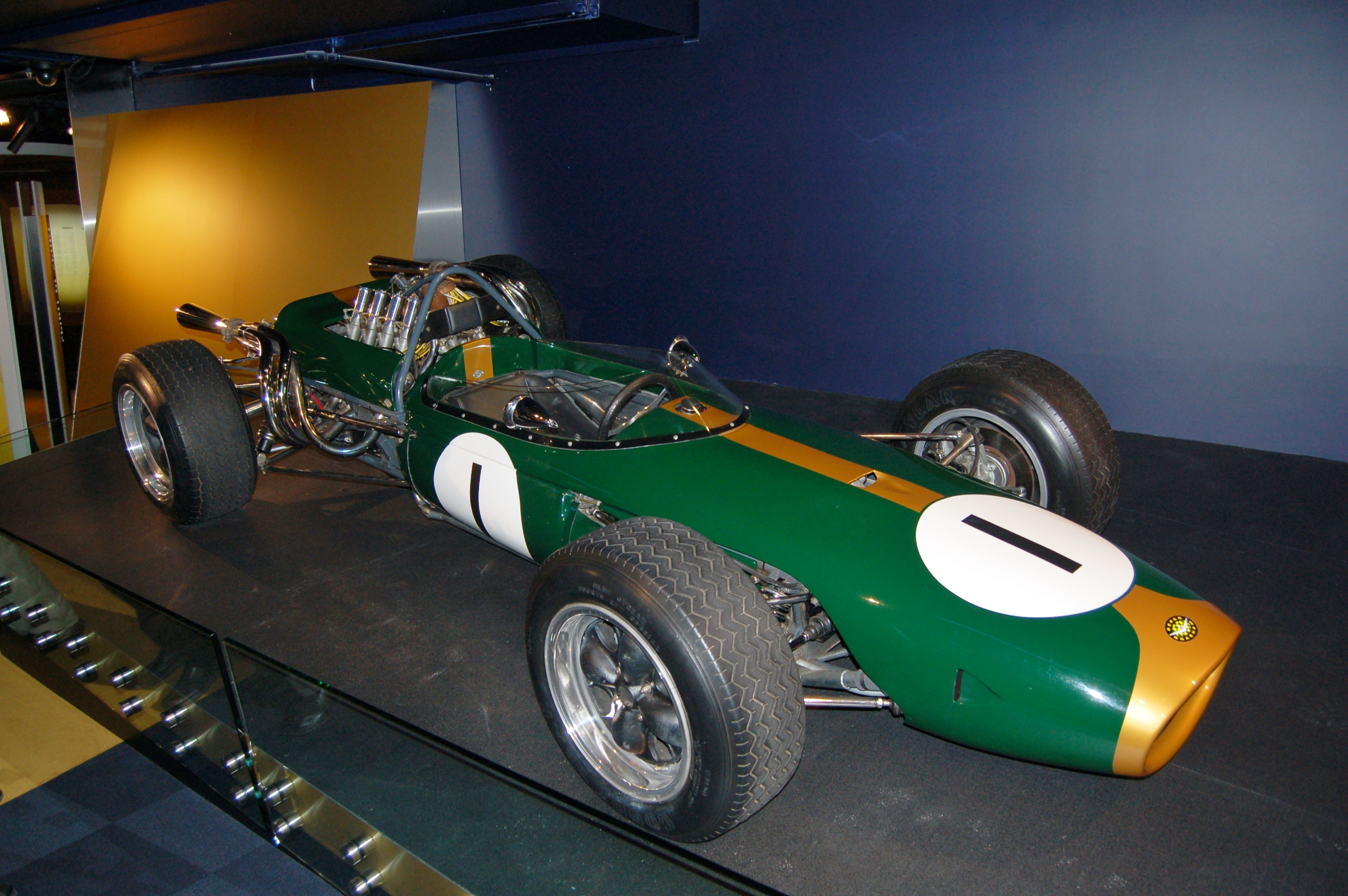
BT19 レプコ
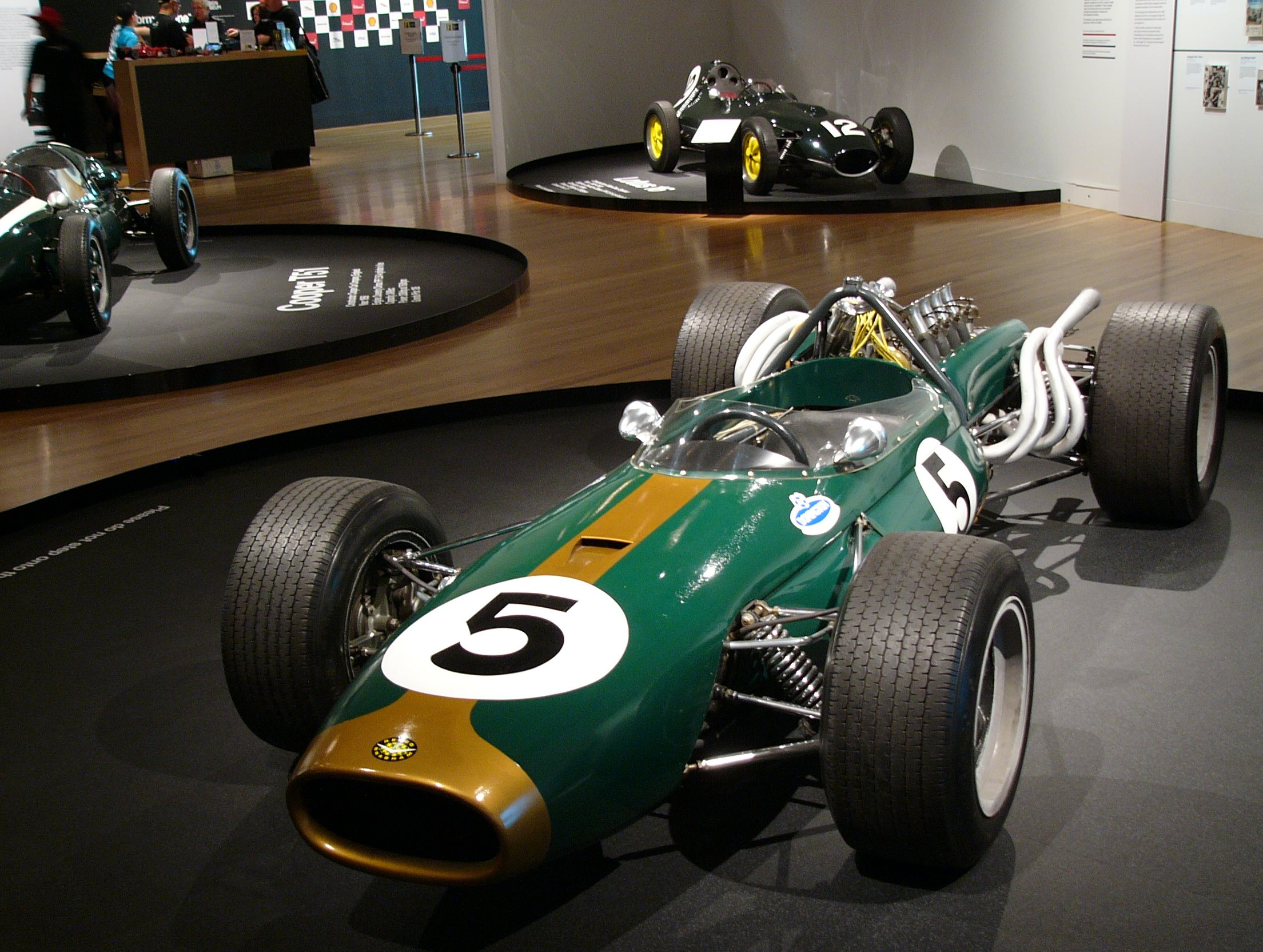
BT20 レプコ
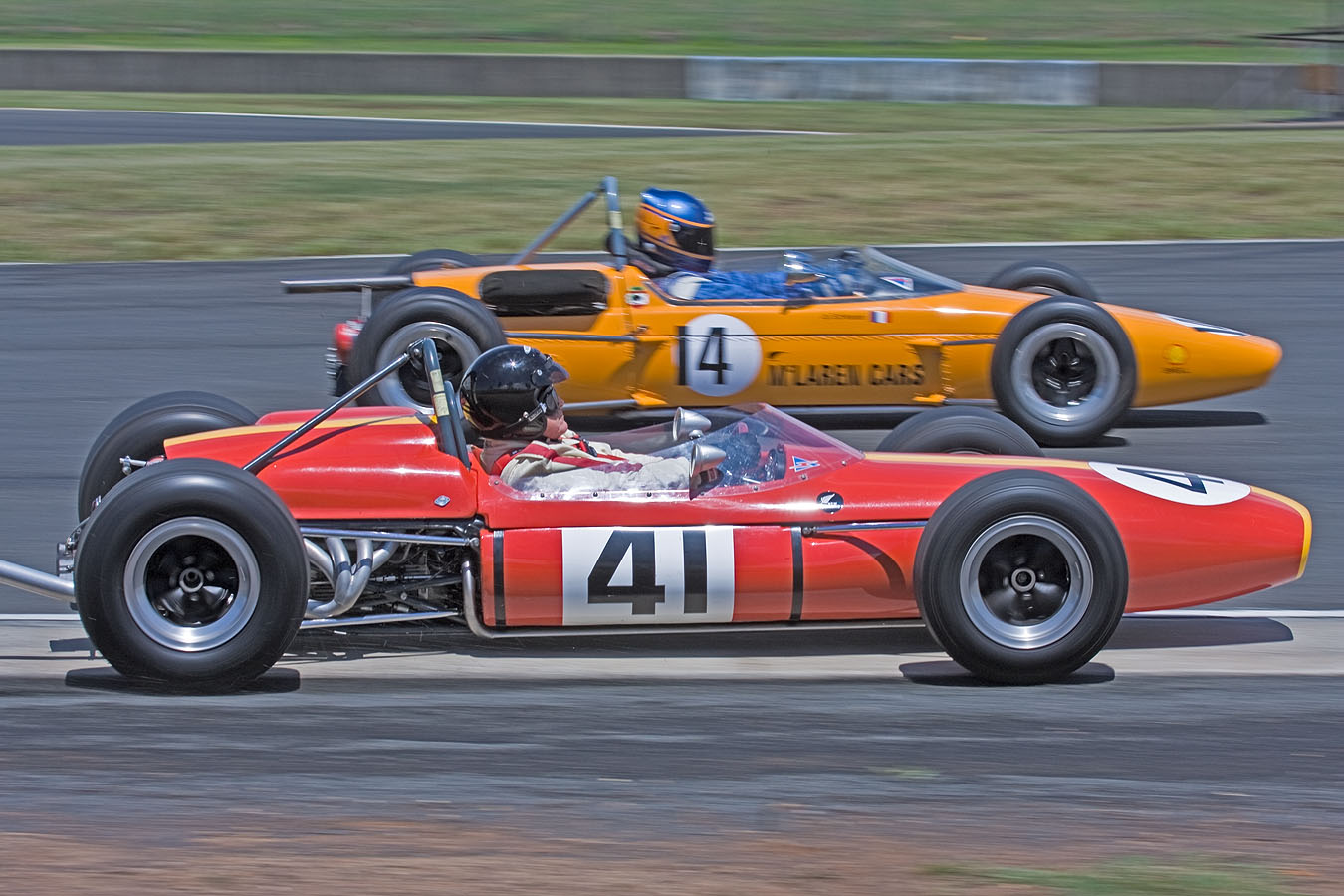
BT22 クライマックス
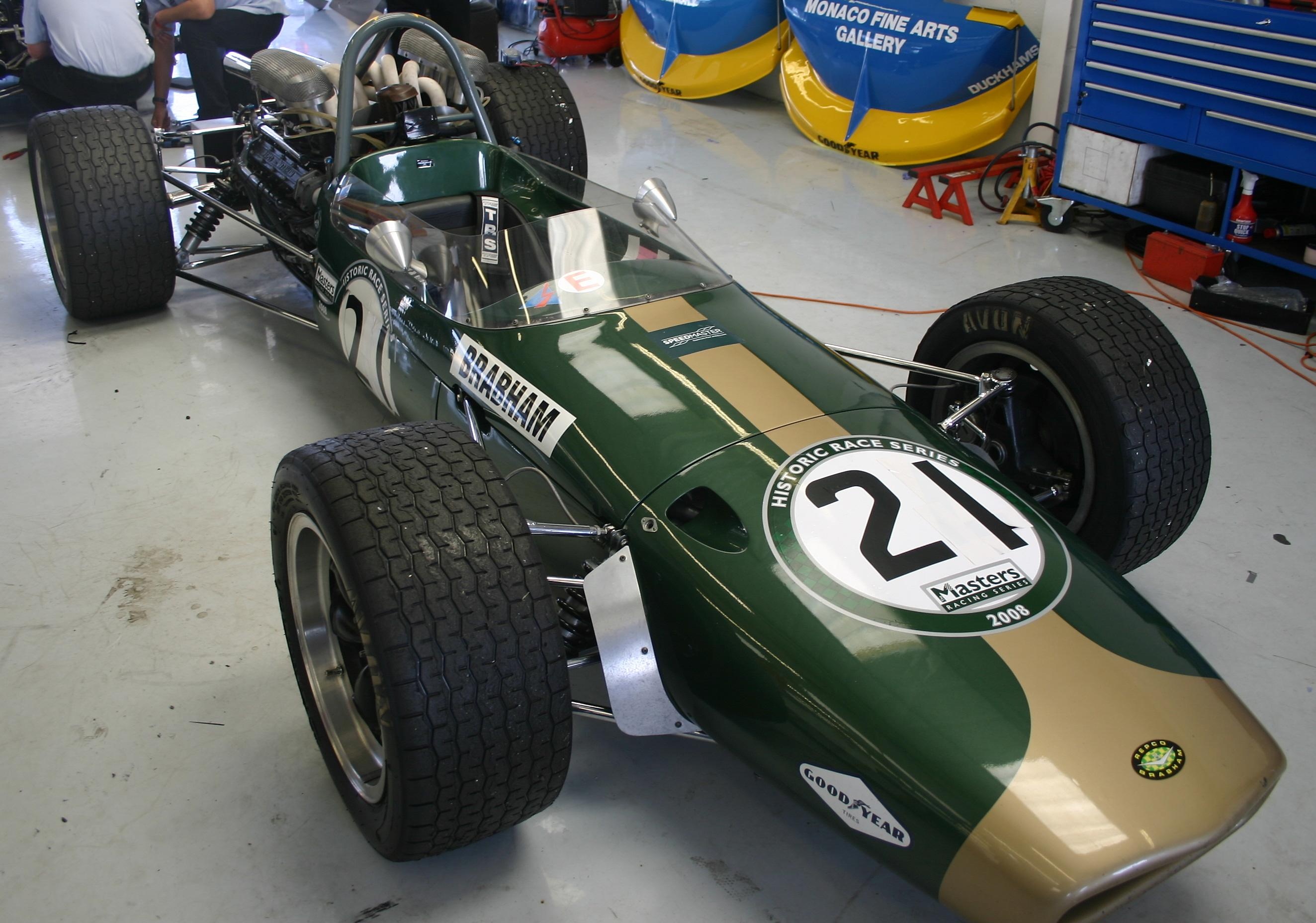
BT24 レプコ
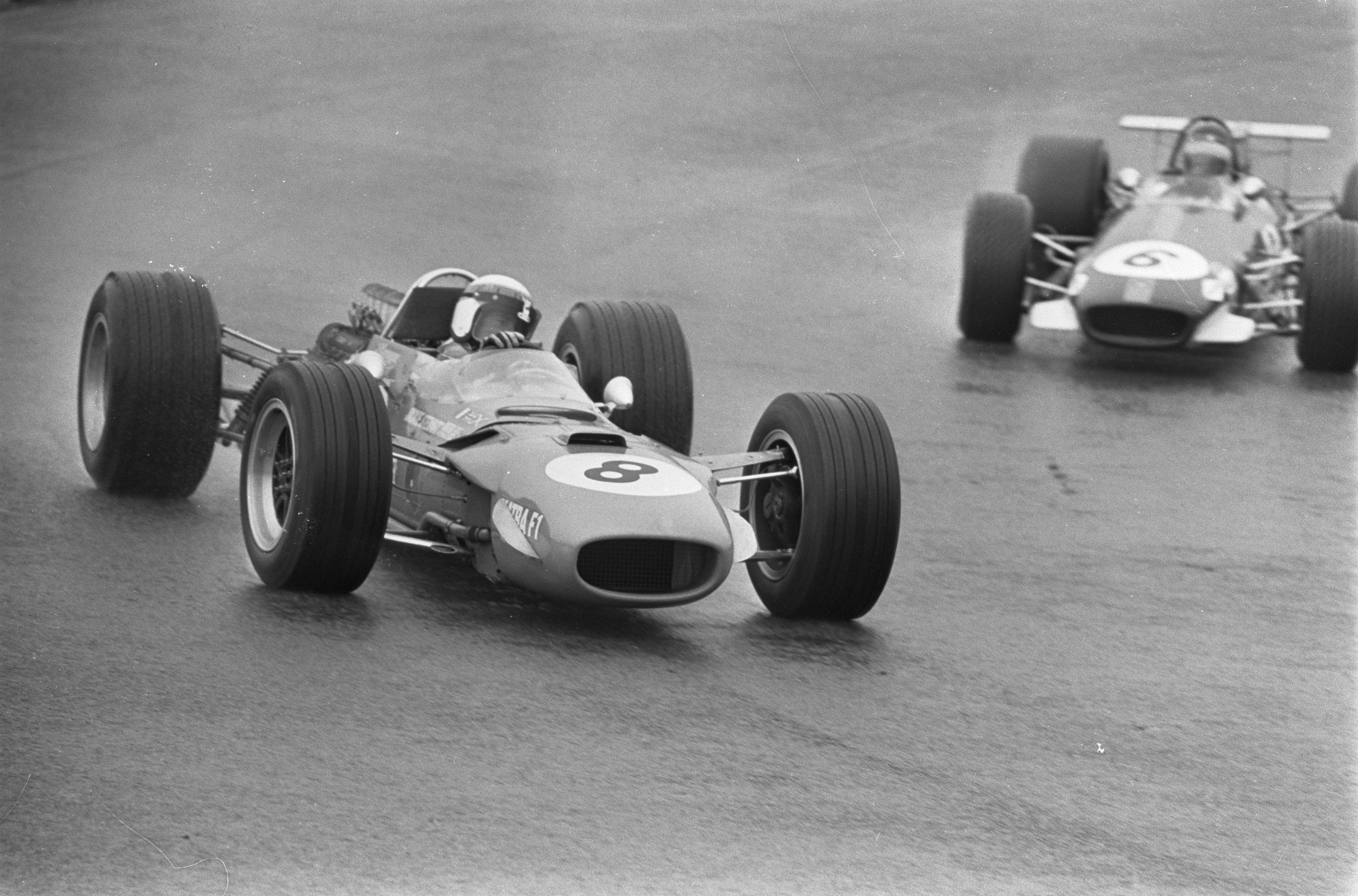
BT26 レプコ
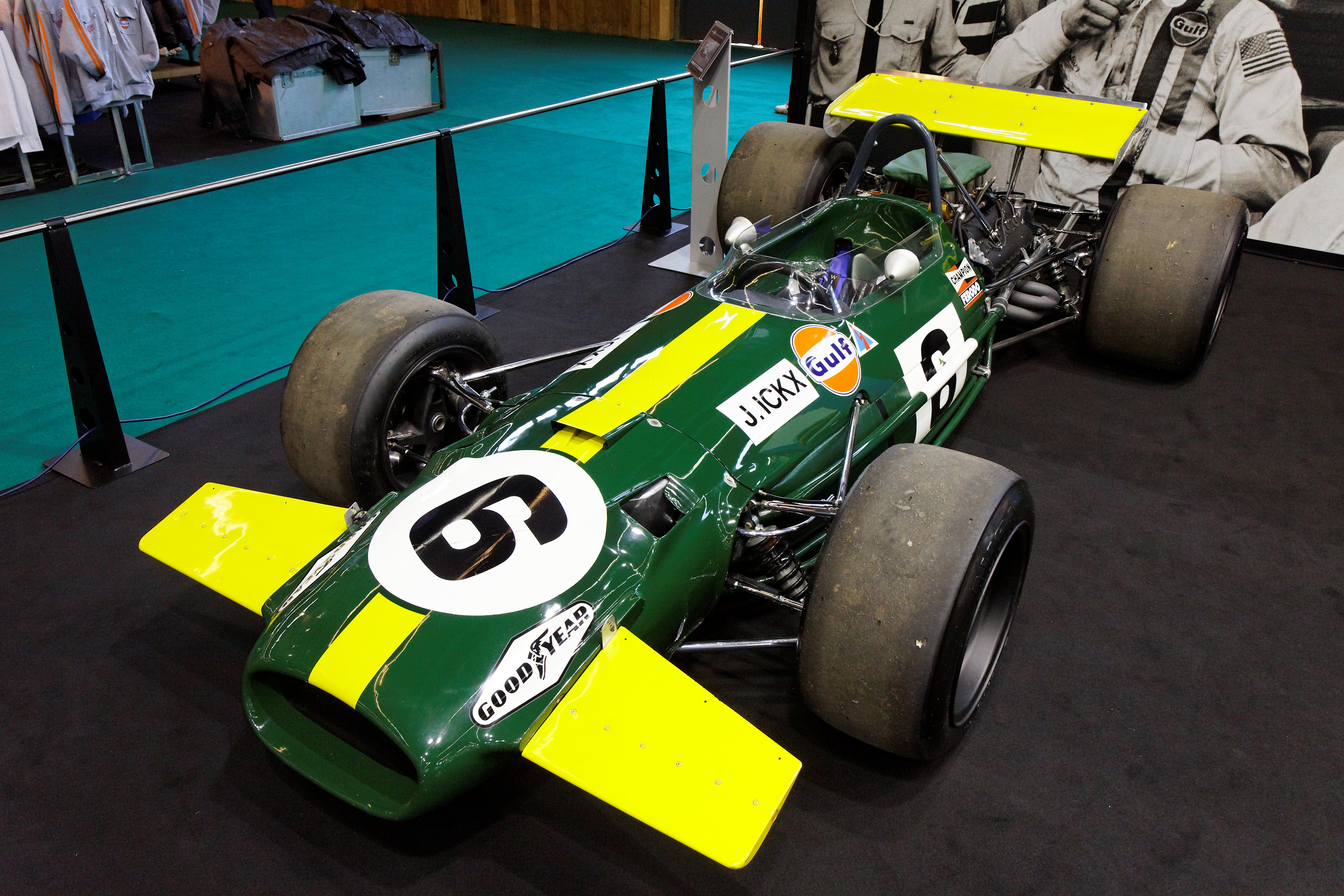
BT26A フォード
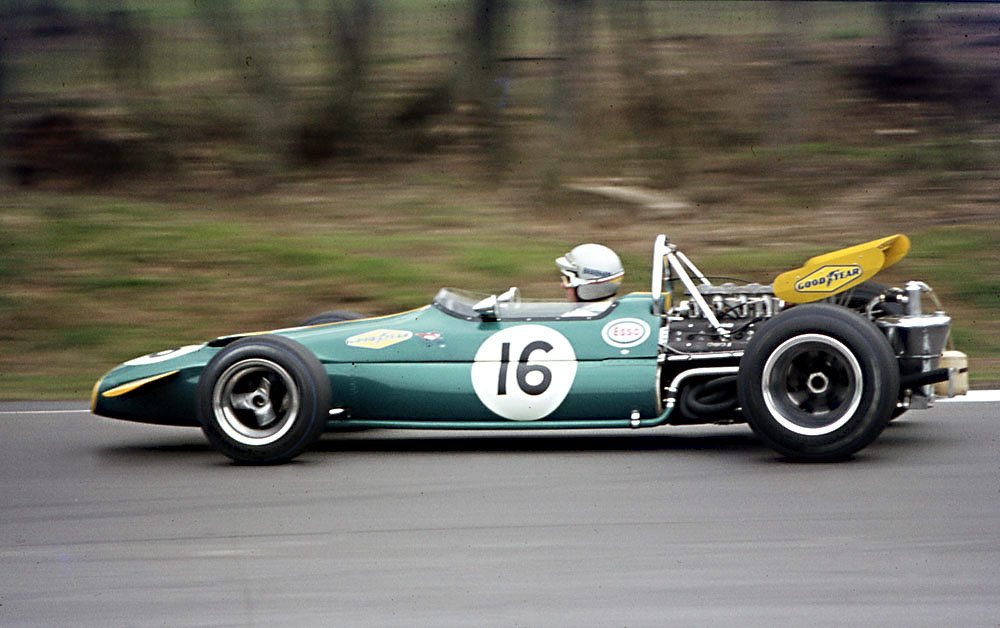
BT33 フォード
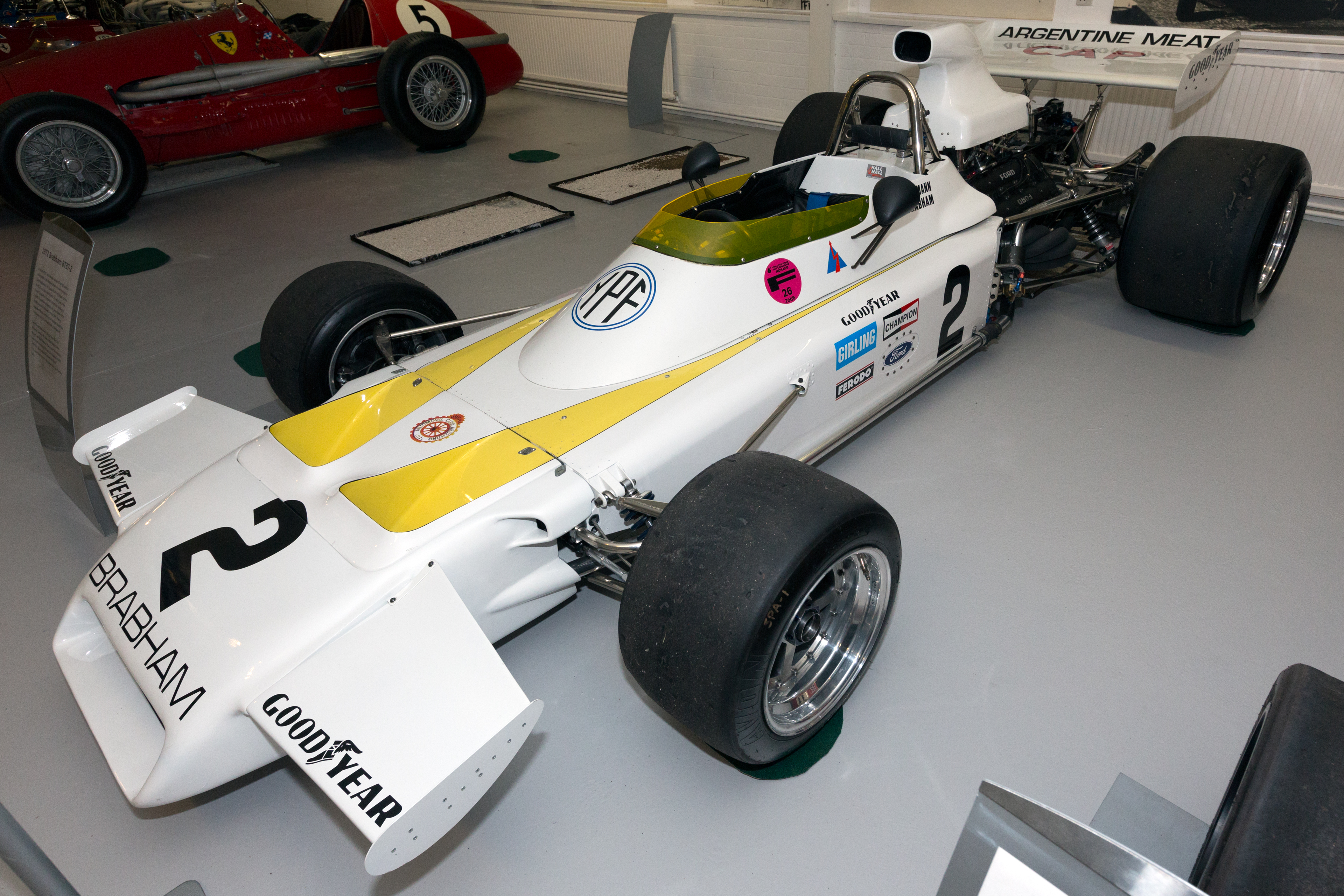
BT37 フォード

- スポーツカーノーズ型（1971年 - 1978年）

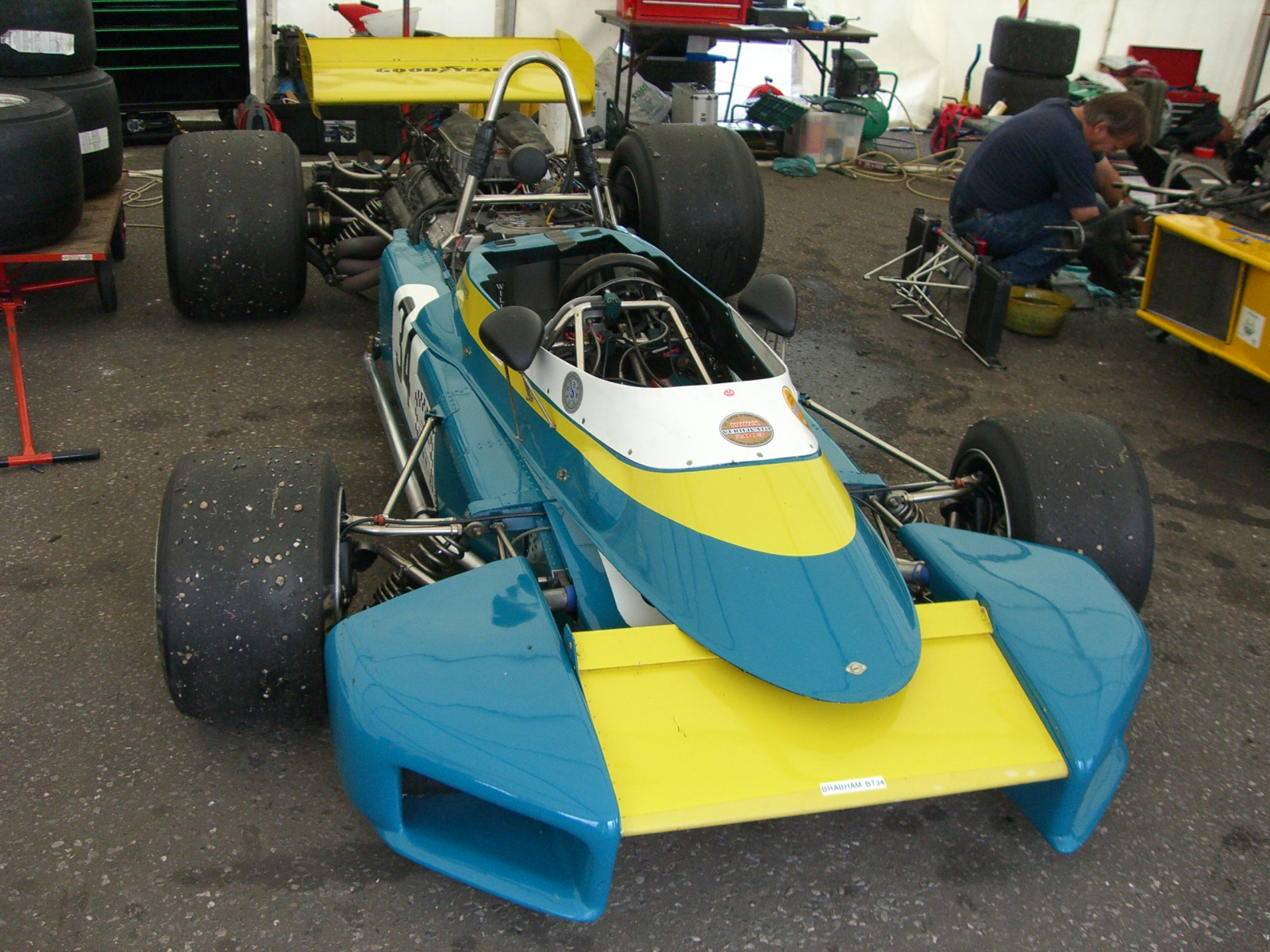
BT34 フォード
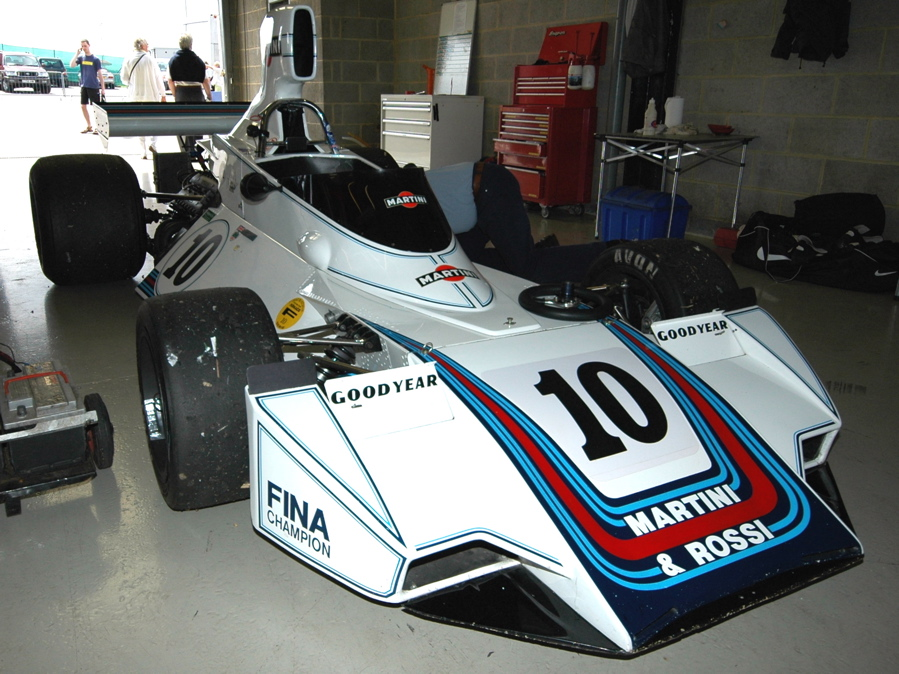
BT42 フォード
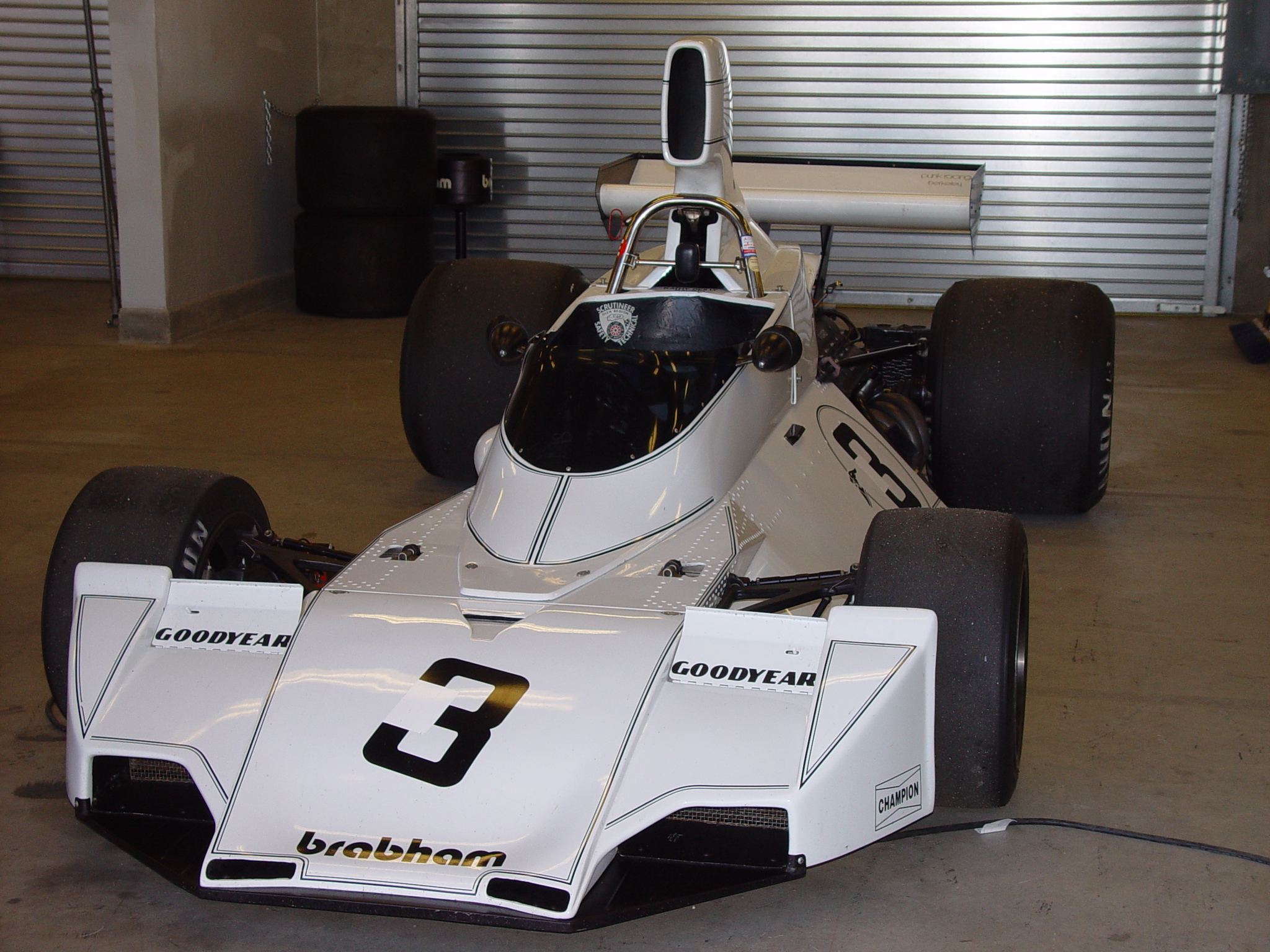
BT44 フォード
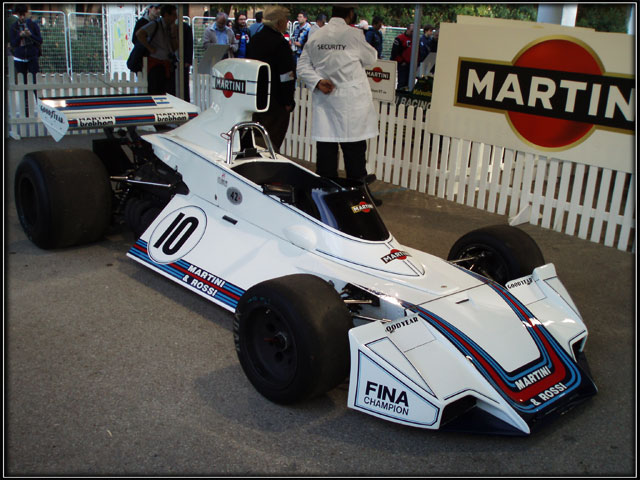
BT44B フォード
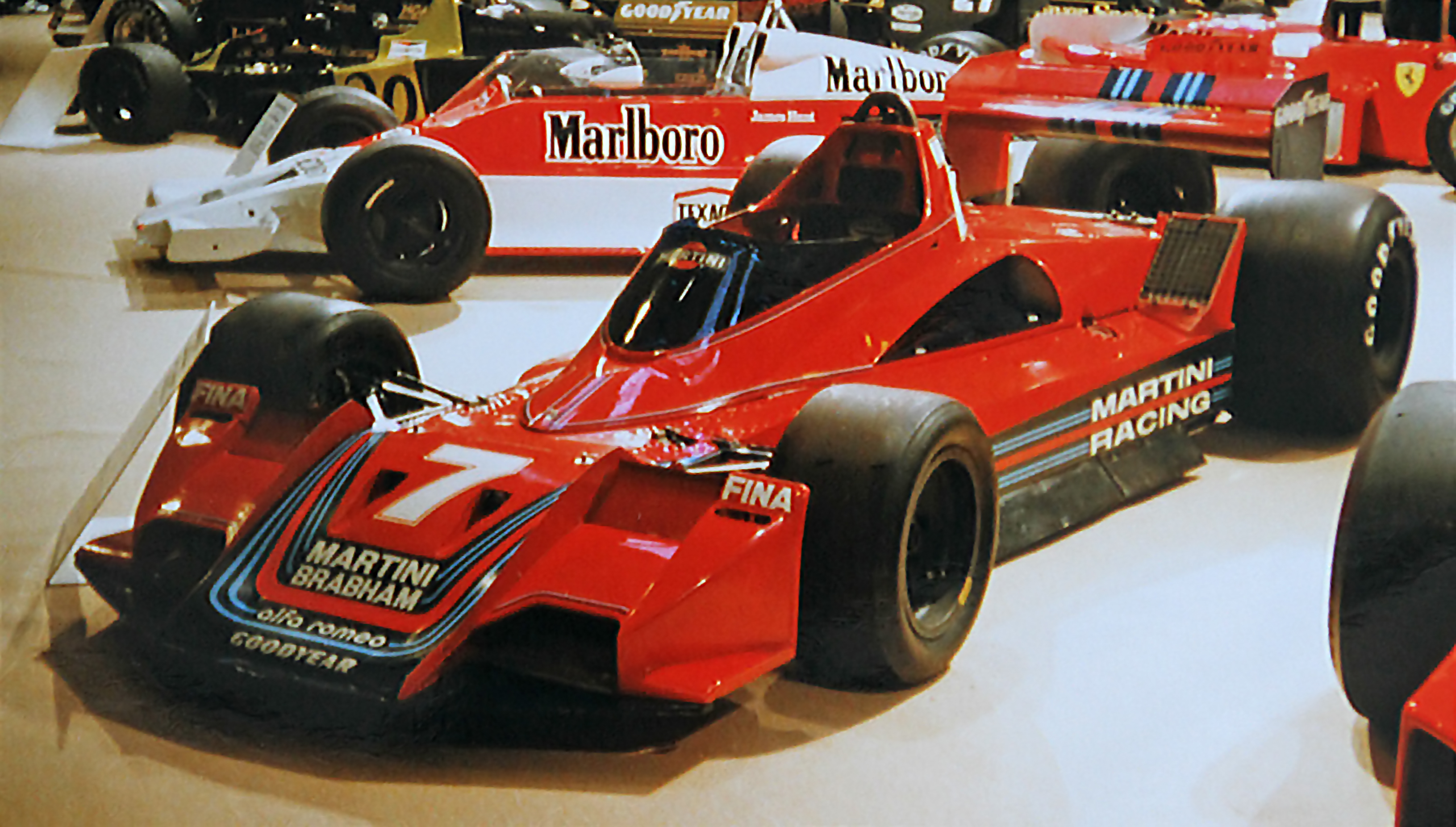
BT45 アルファロメオ
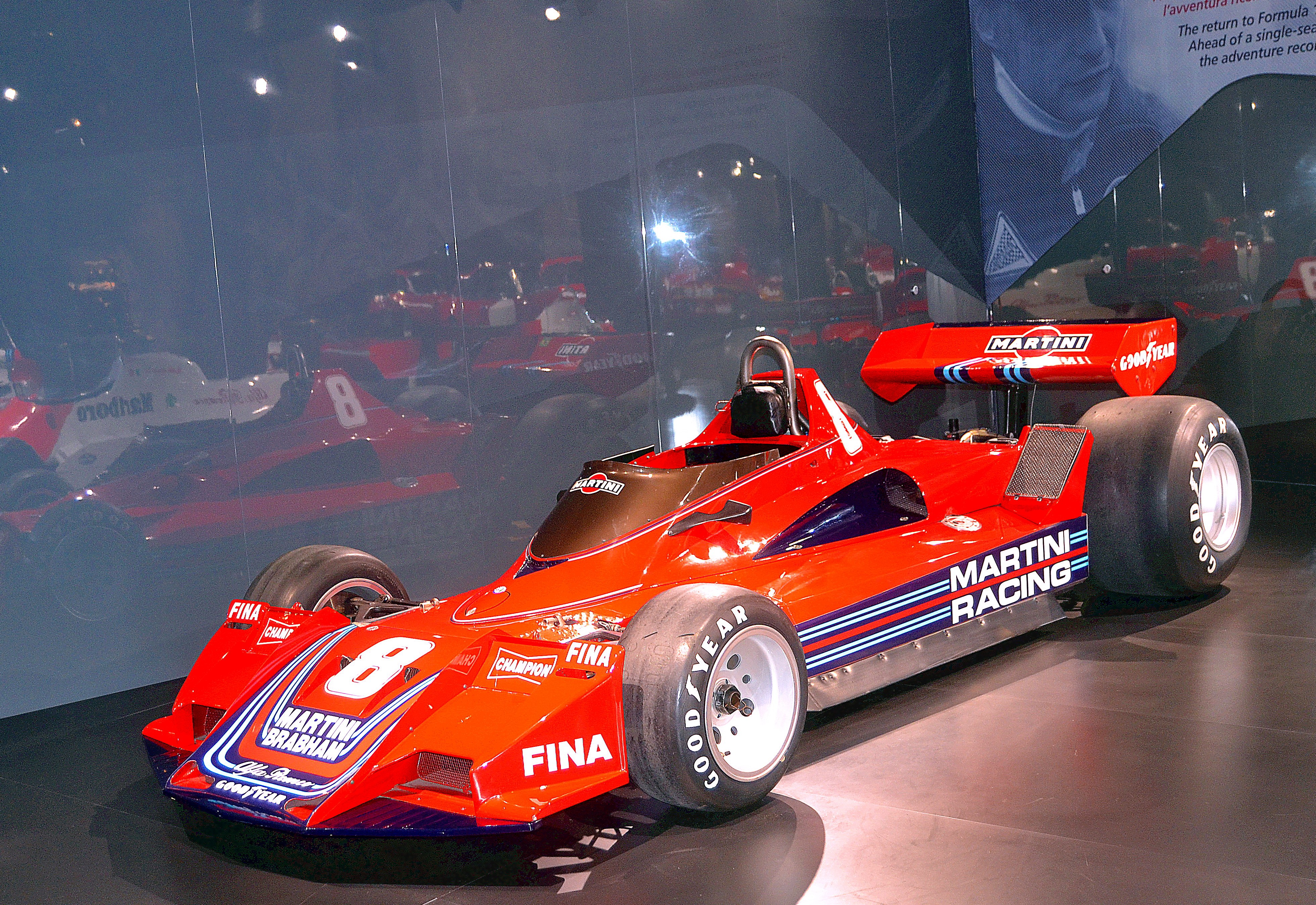
BT45B アルファロメオ
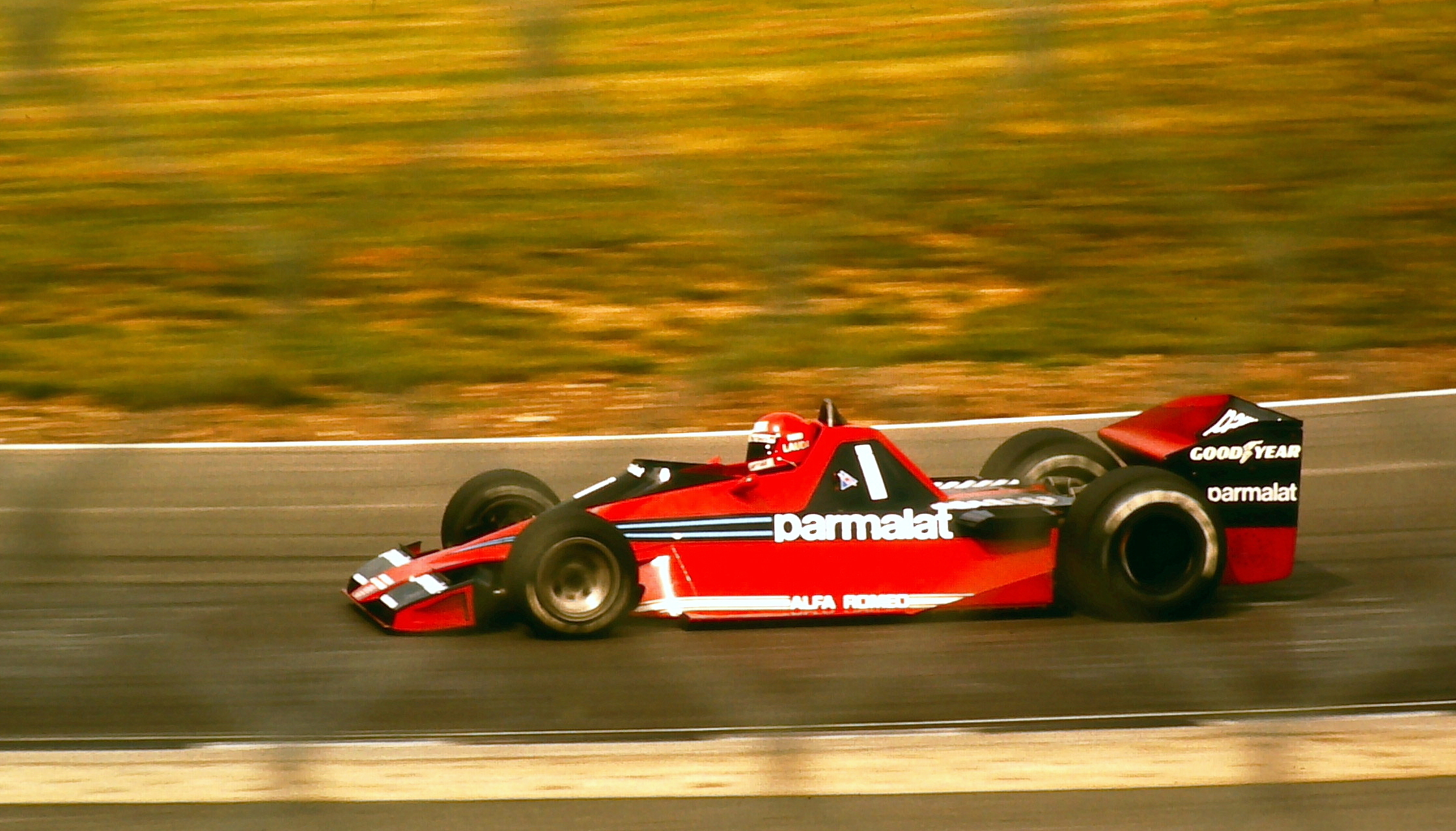
BT46 アルファロメオ

- ファン・カー型（1978年）

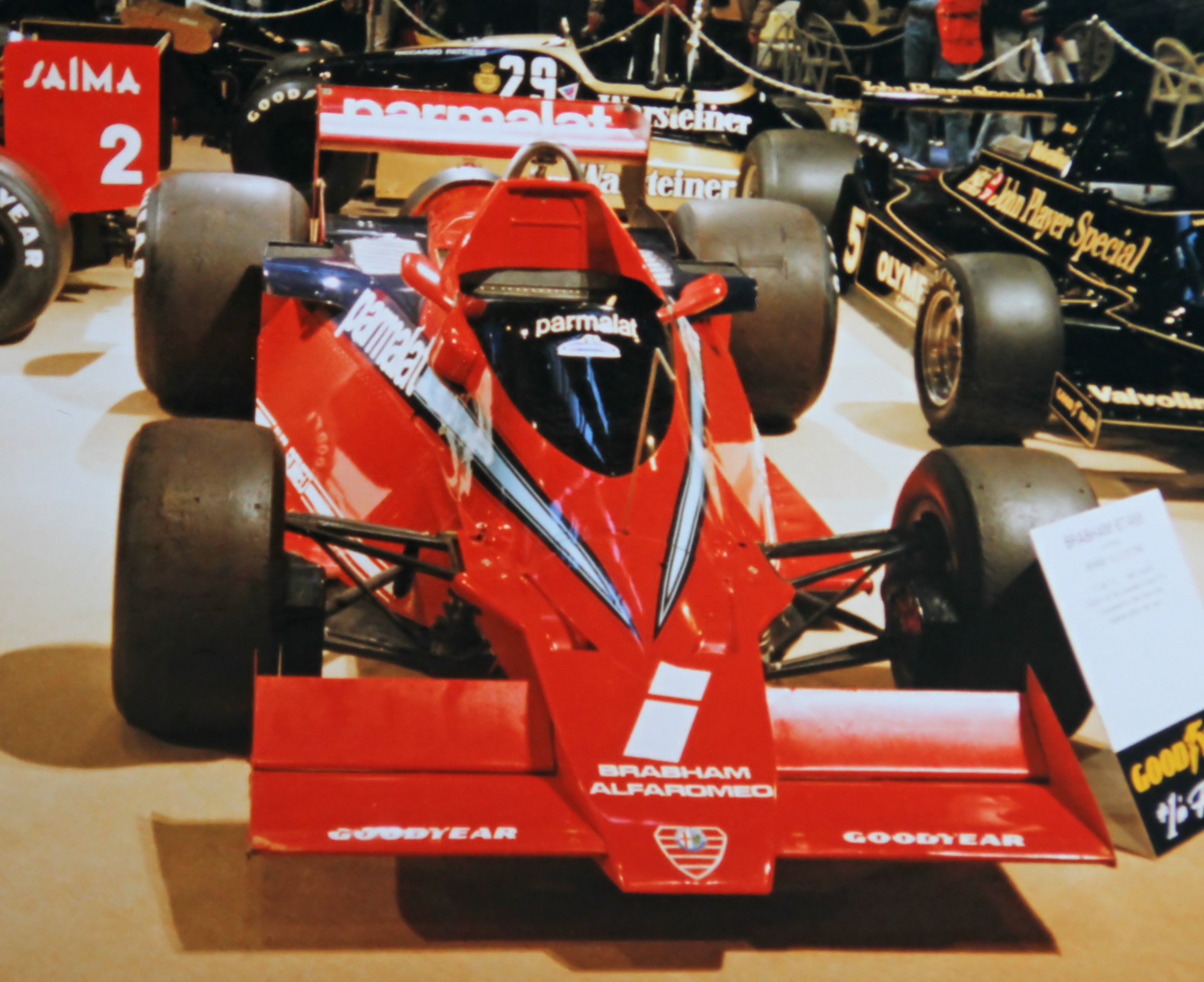
BT46B アルファロメオ

- グラウンド・エフェクト型（1979年 - 1982年）

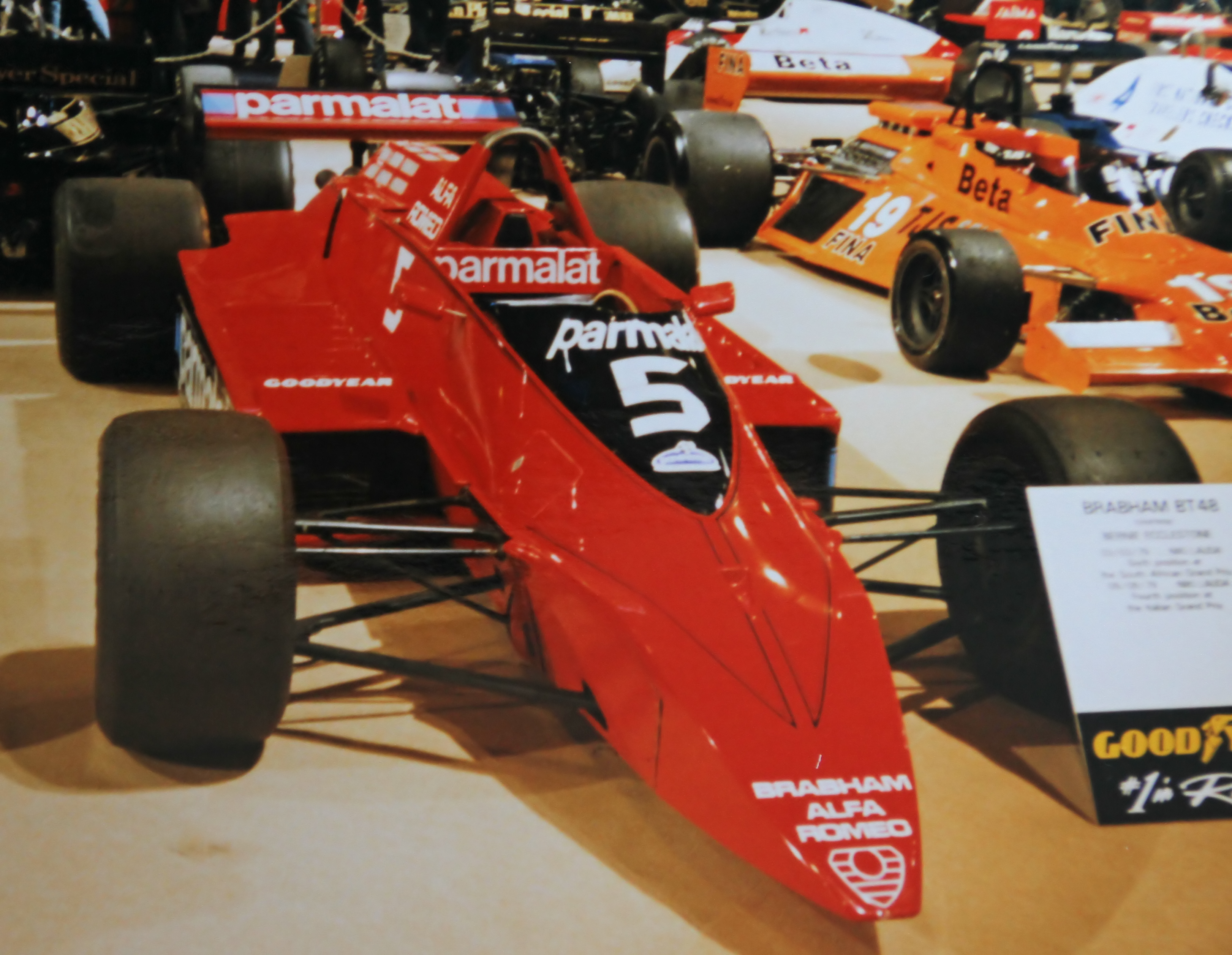
BT48 アルファロメオ
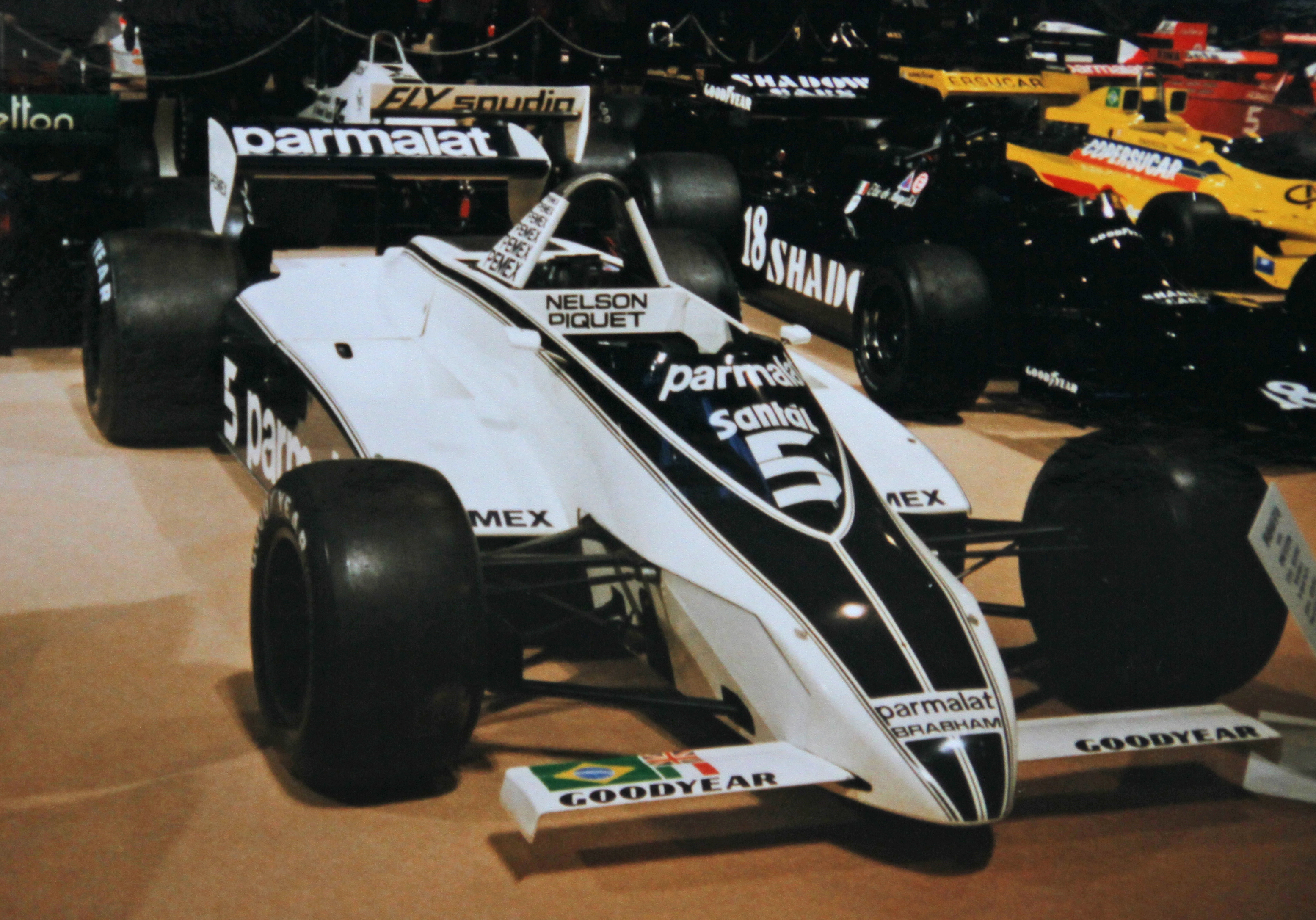
BT49 フォード
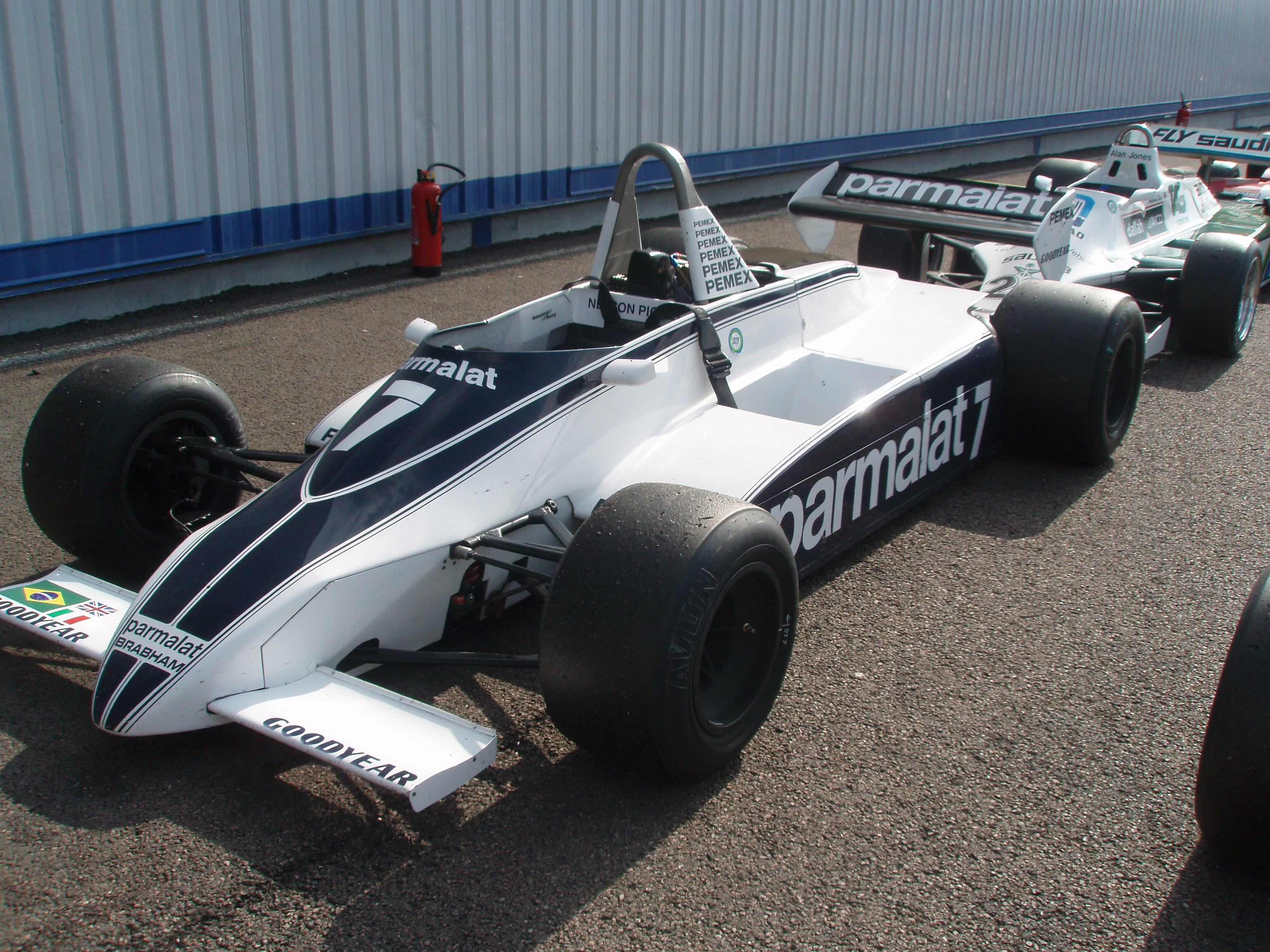
BT49C フォード
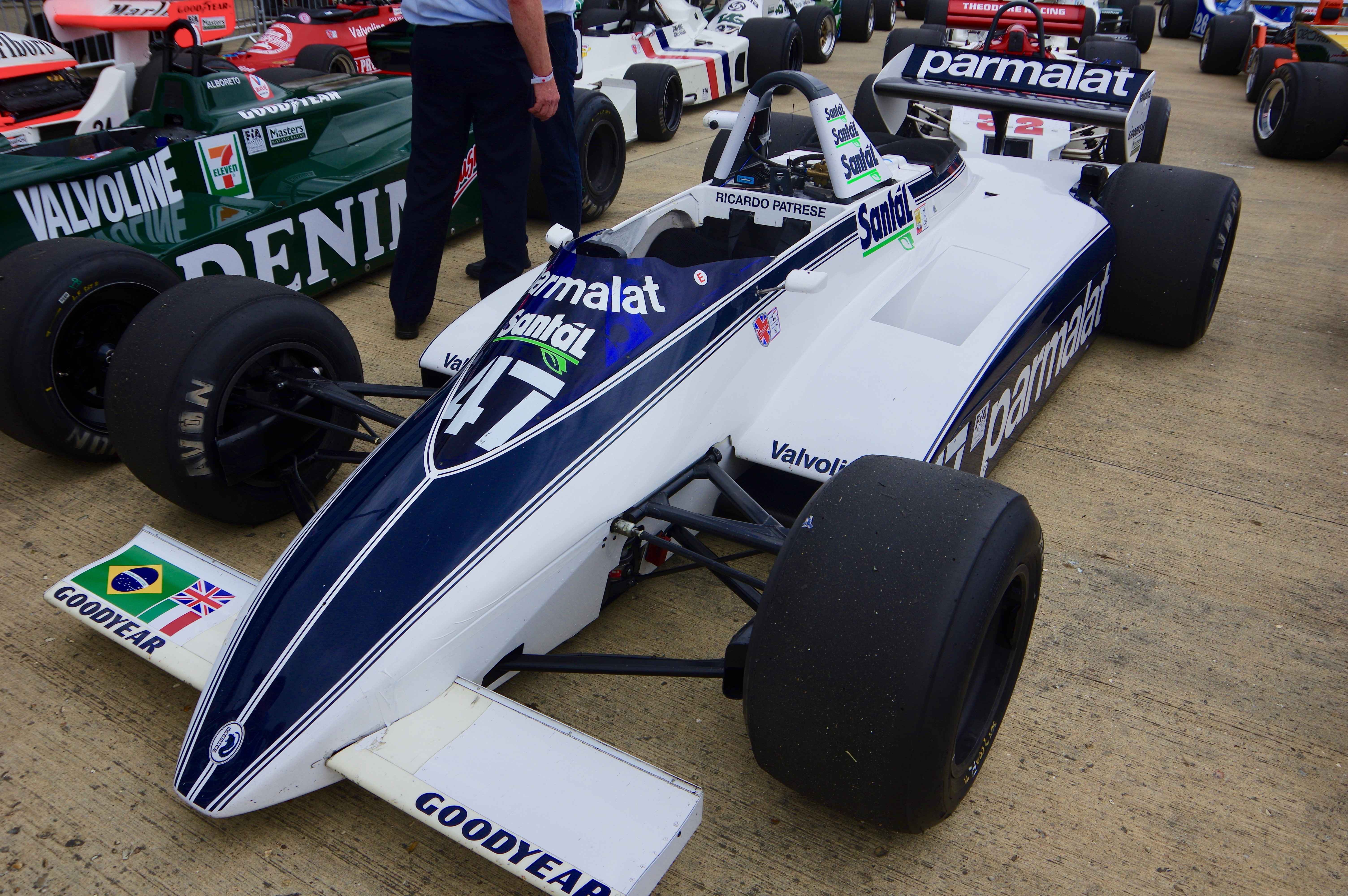
BT49D フォード
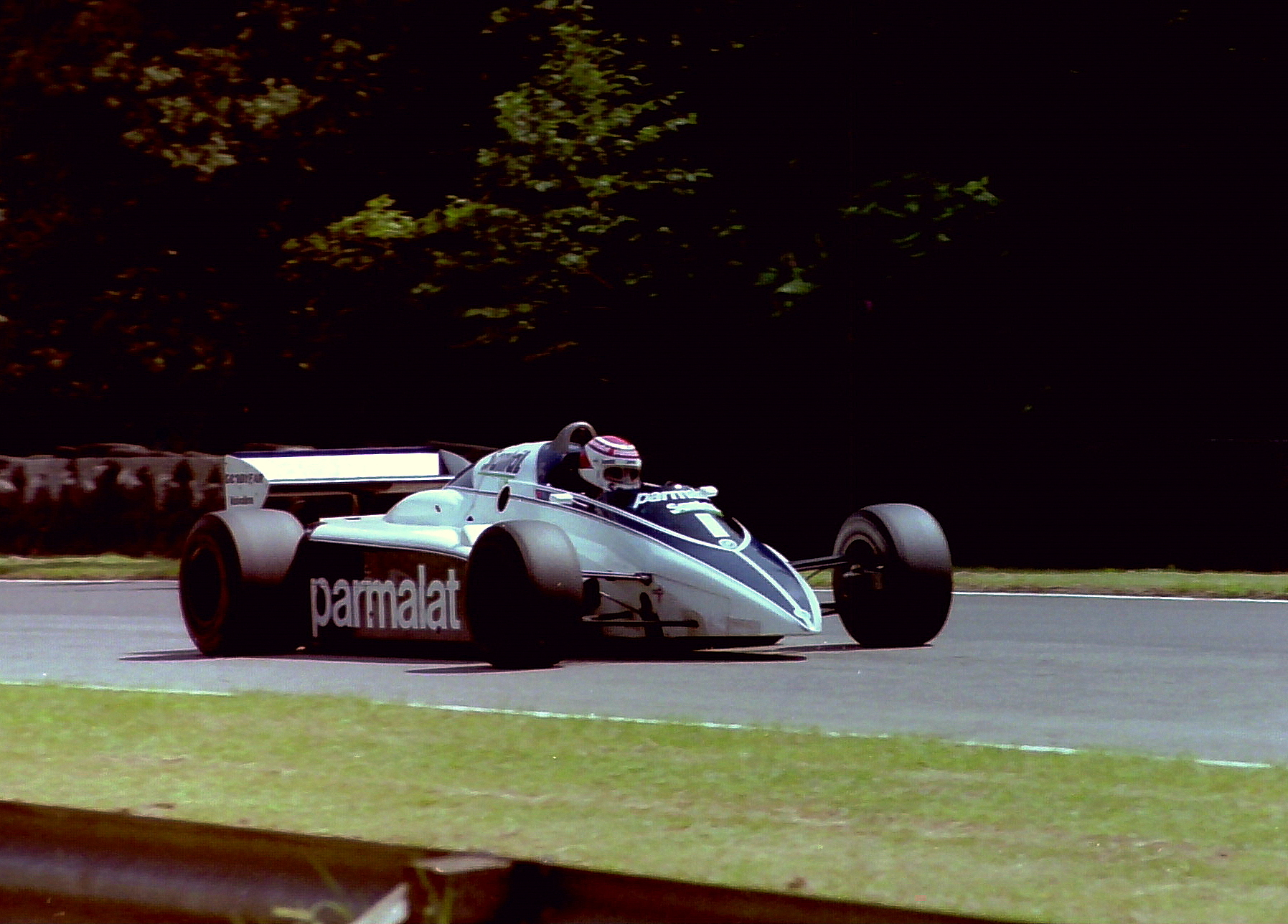
BT50 フォード

- ウイングノーズ（フラットノーズ）型（1983年 - 1991年）

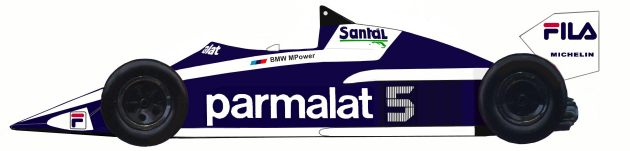
BT52 BMW
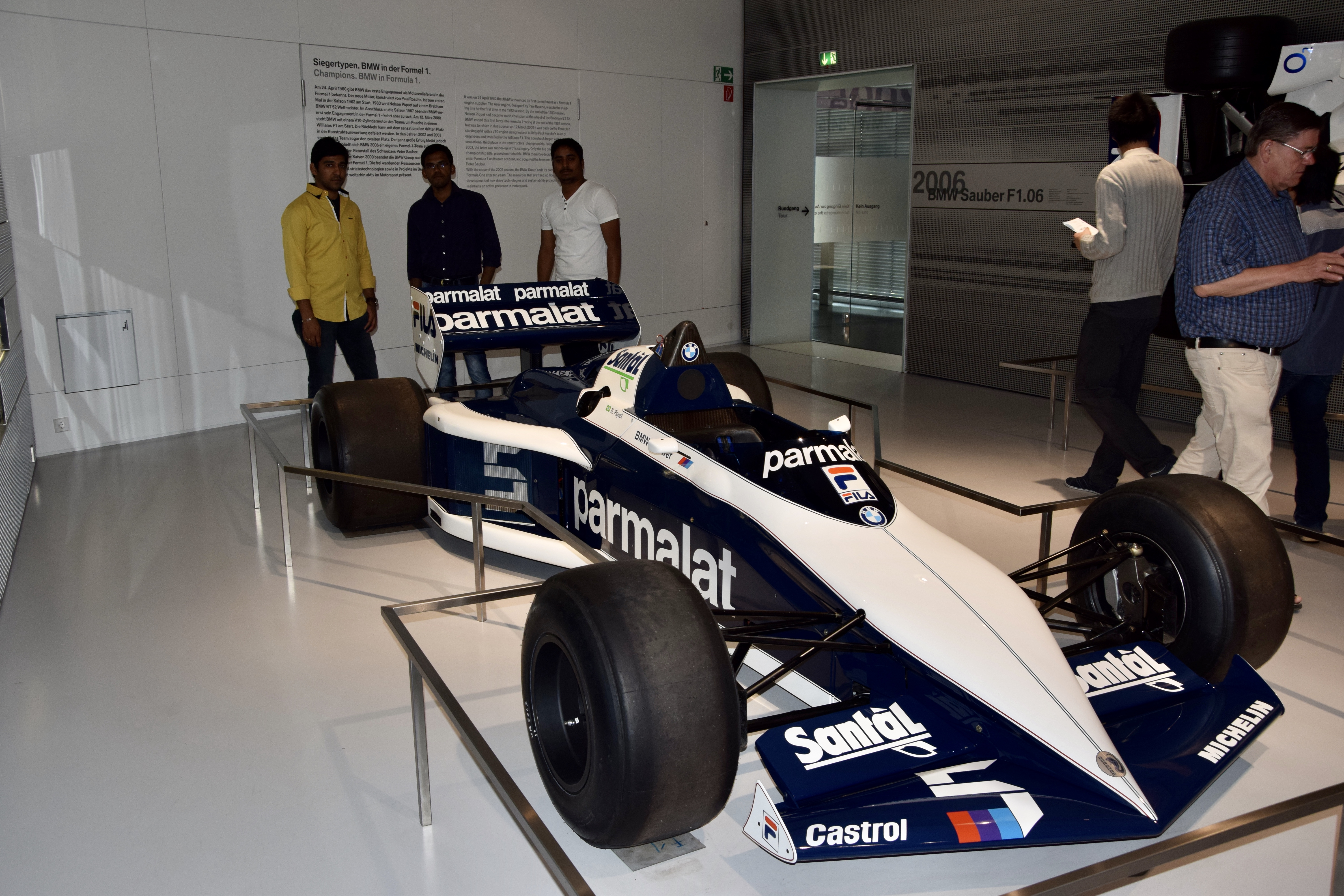
BT52B BMW
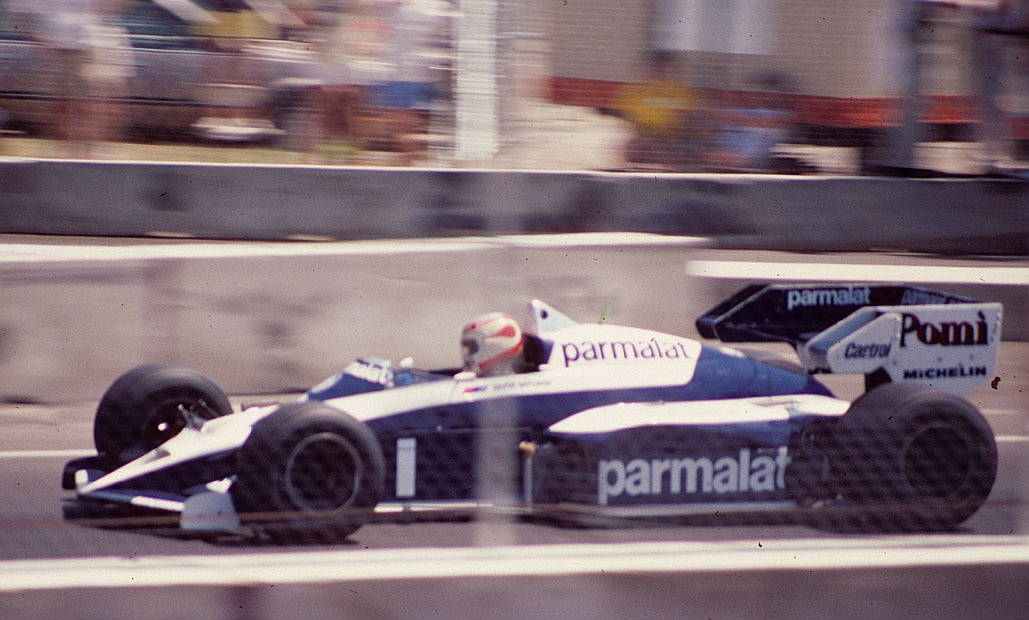
BT53 BMW
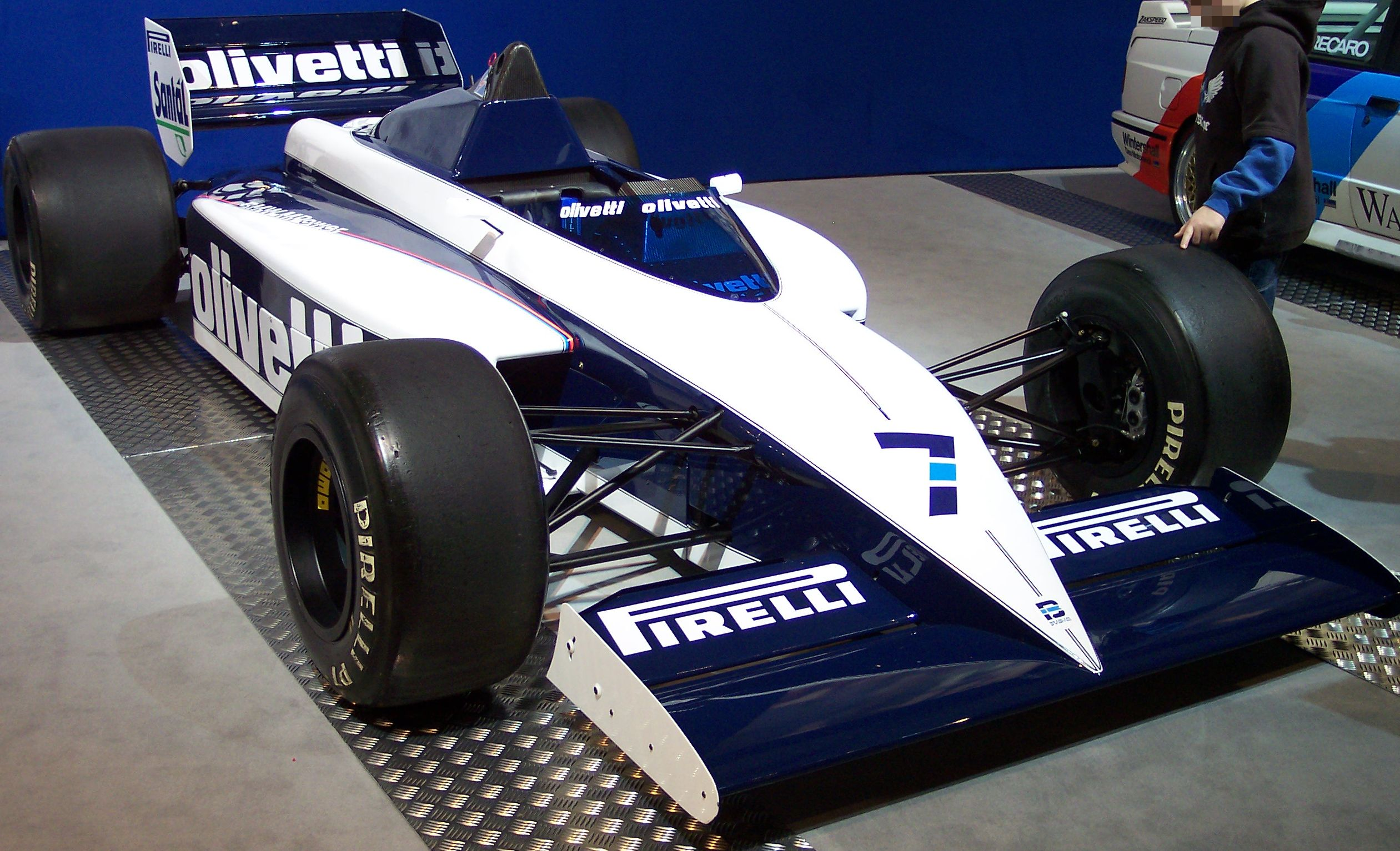
BT54 BMW
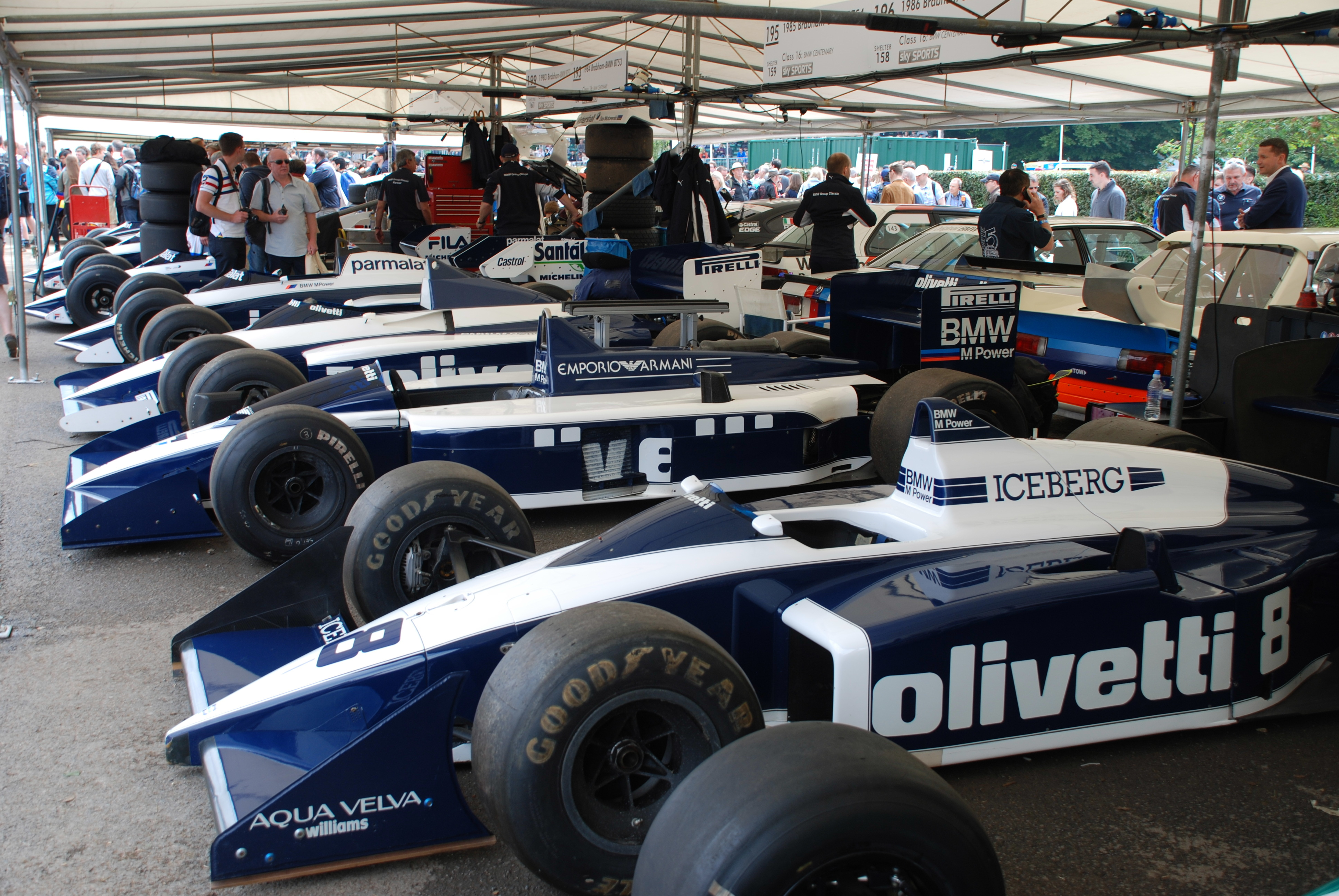
BT55 BMW (前から2台目)
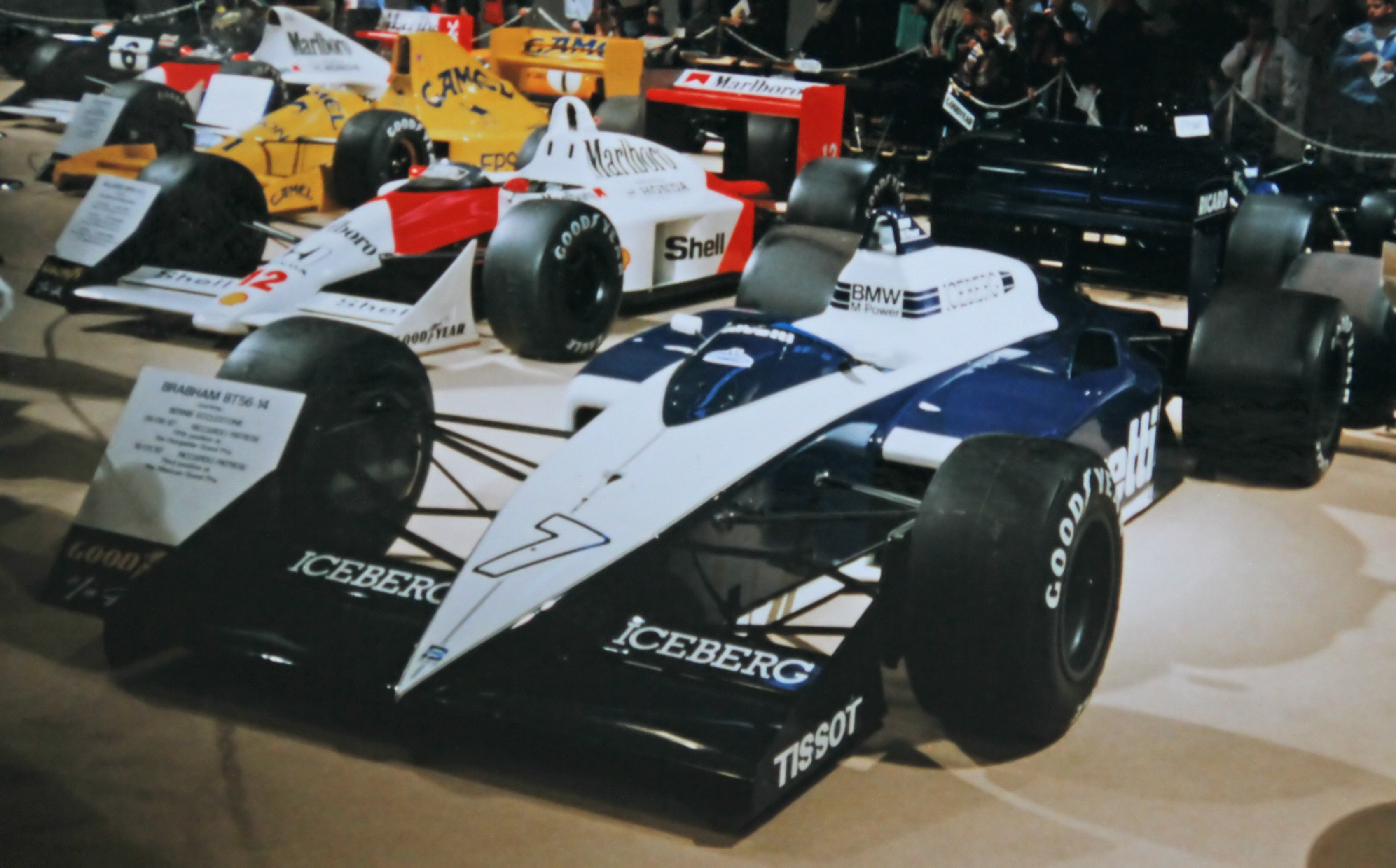
BT56 BMW
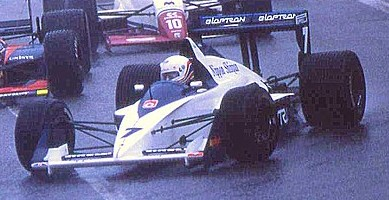
BT58 ジャッド

- ハイノーズ型（1991年 - 1992年）

- BT60B ジャッド